# San Rafael (España)
San Rafael es una localidad segoviana perteneciente a la comunidad autónoma de Castilla y León, España. Junto con los núcleos de El Espinar, La Estación de El Espinar, Los Ángeles de San Rafael, Gudillos y Prados conforma el municipio de El Espinar.
La localidad se asienta en plena sierra de Guadarrama, dentro del parque natural Sierra Norte de Guadarrama y junto a la Zona Periférica de Protección del parque nacional de la Sierra de Guadarrama. Situada a 1230 metros sobre el nivel del mar, su población asciende a 2539 habitantes según el censo del INE de 2024. Linda y comunica con la Comunidad de Madrid a través del puerto de Guadarrama o Alto del León, los túneles de la AP-6 y el túnel ferroviario de Tablada.

## Historia

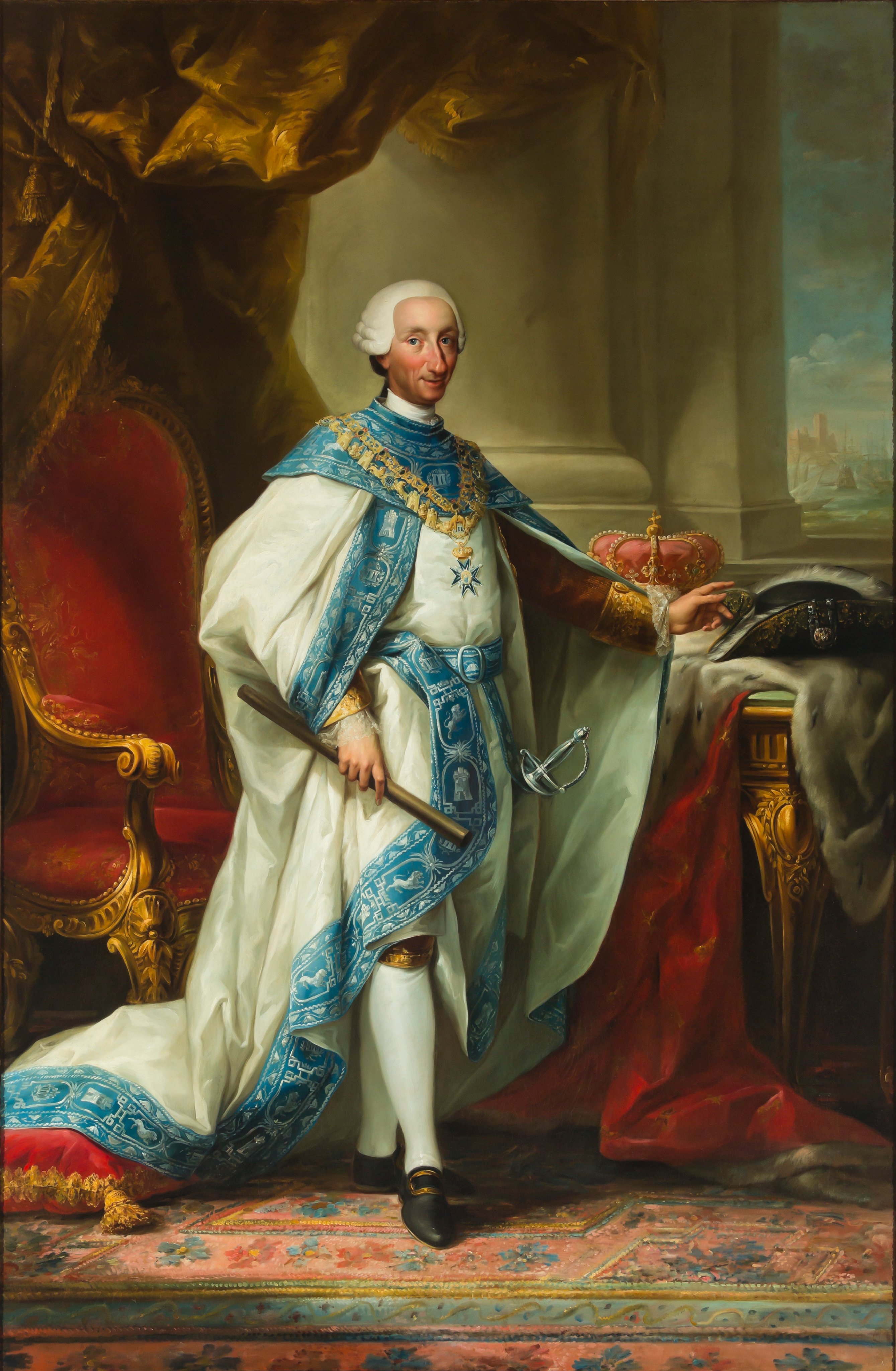
El rey Carlos III mandó construir la fonda que dio origen a San Rafael en 1784, mismo año en el que Mariano Salvador Maella le realizó este óleo.

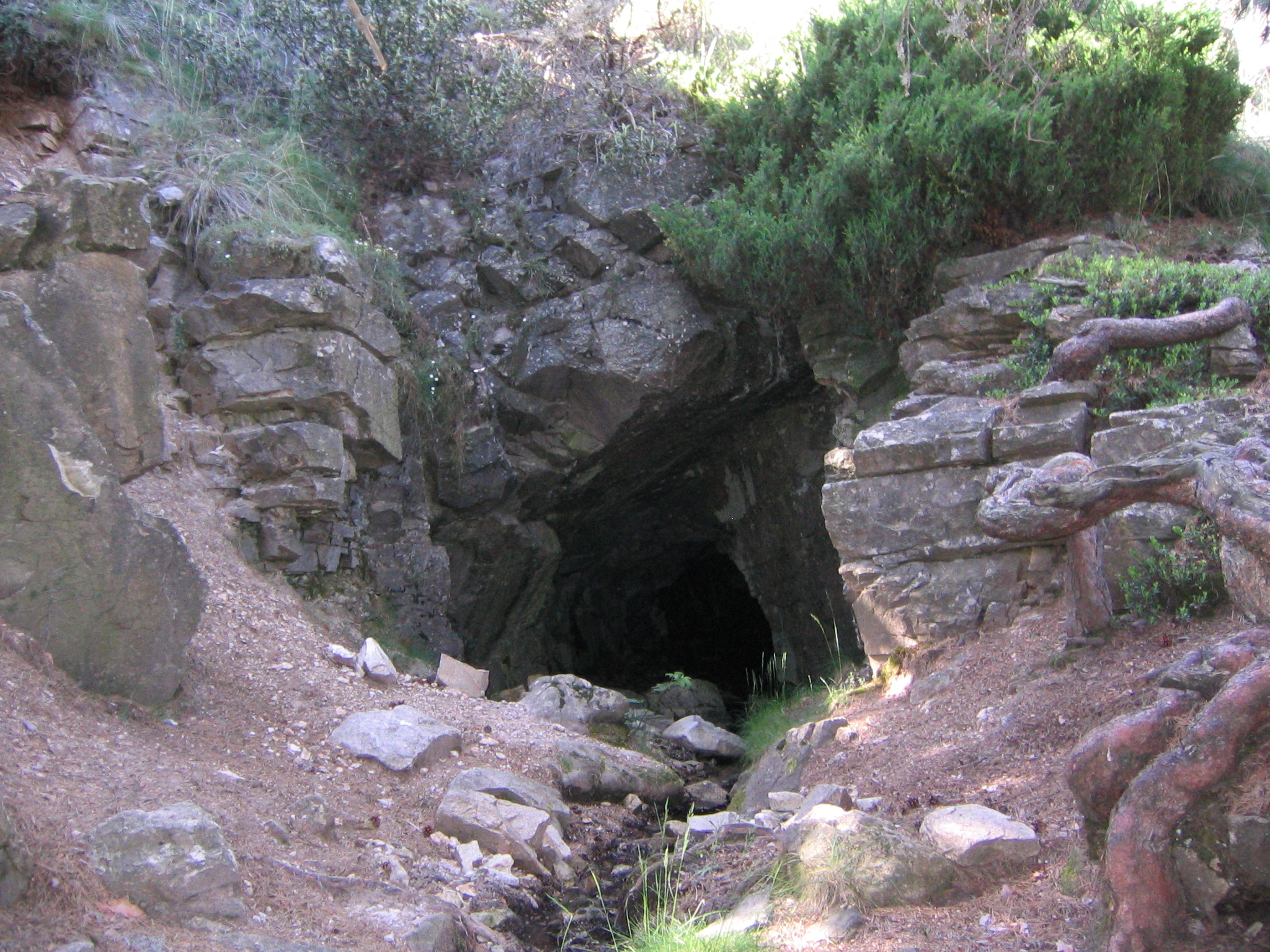
Bocamina de la mina de wolframio "La Primera", en Cabeza Líjar.

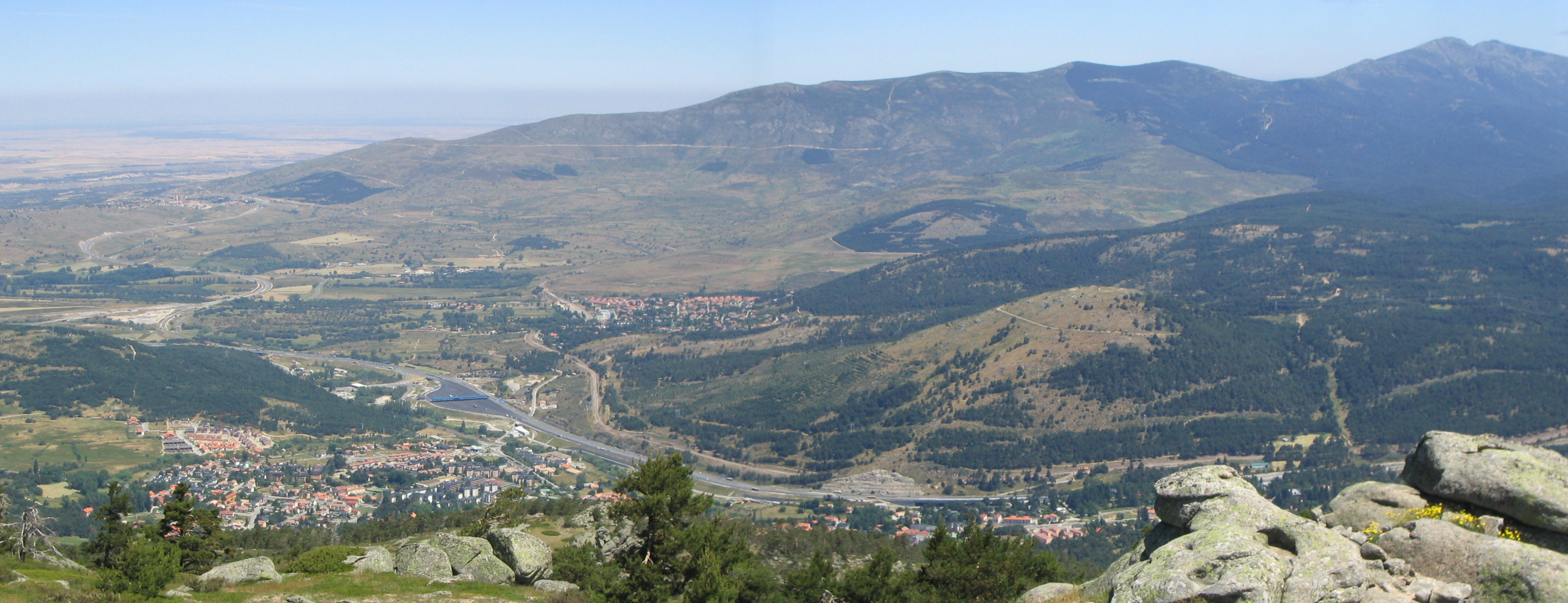
San Rafael y su entorno paisajístico.

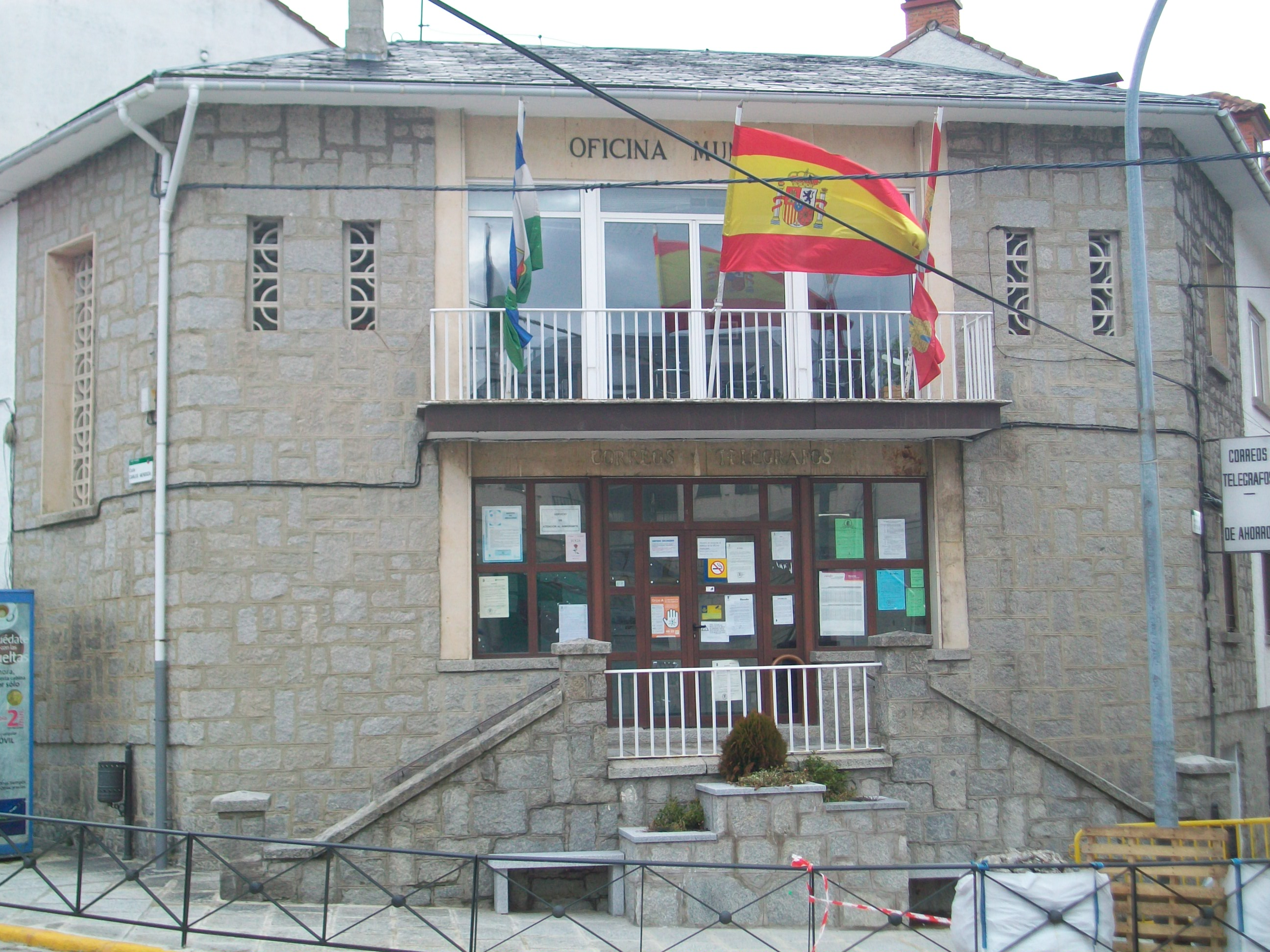
Oficina Municipal de San Rafael.

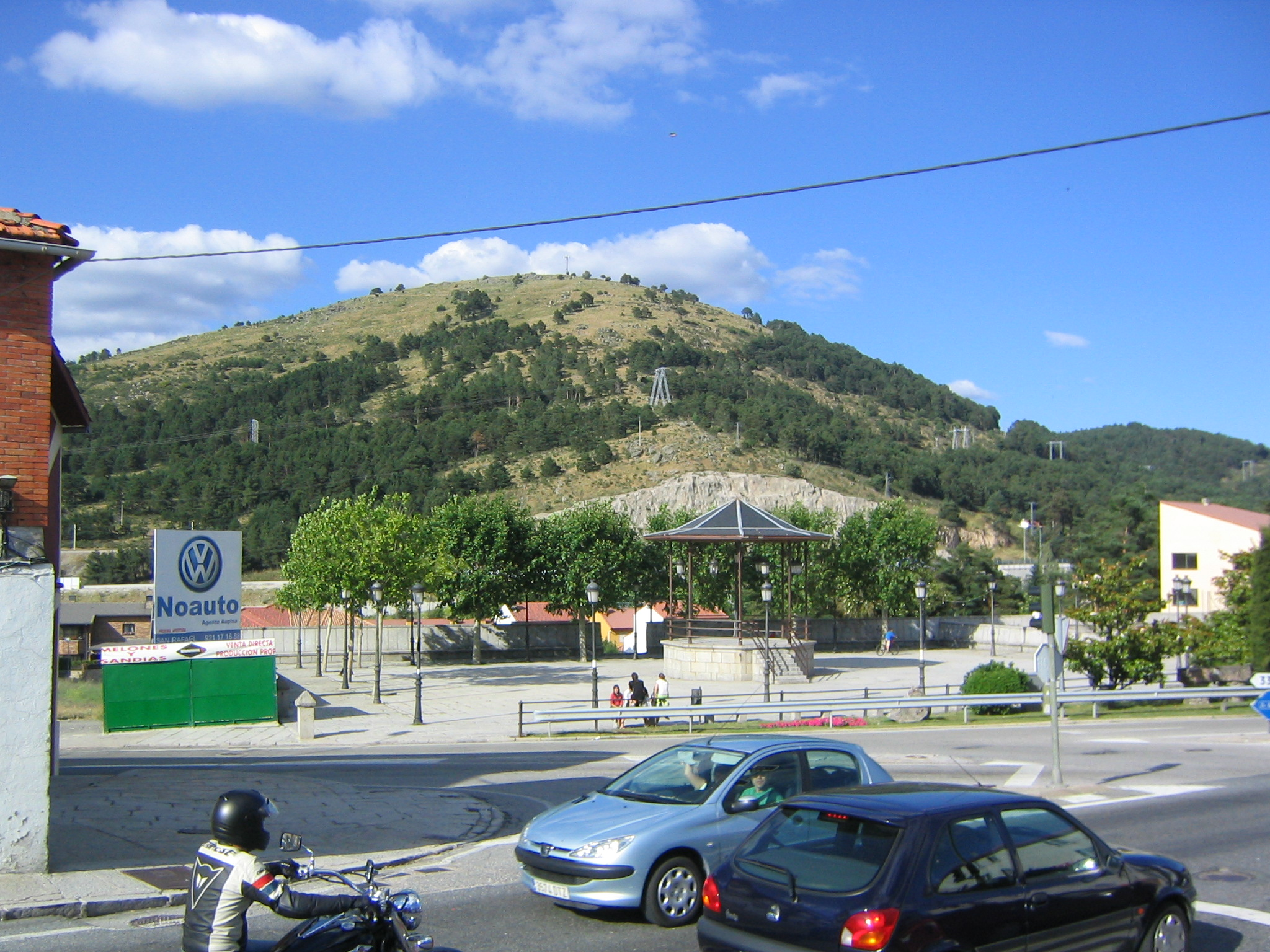
Plaza de Castilla, lugar donde estuvo la fonda y hoy centro neurálgico de la localidad. De fondo, la montaña Cabeza Reina.

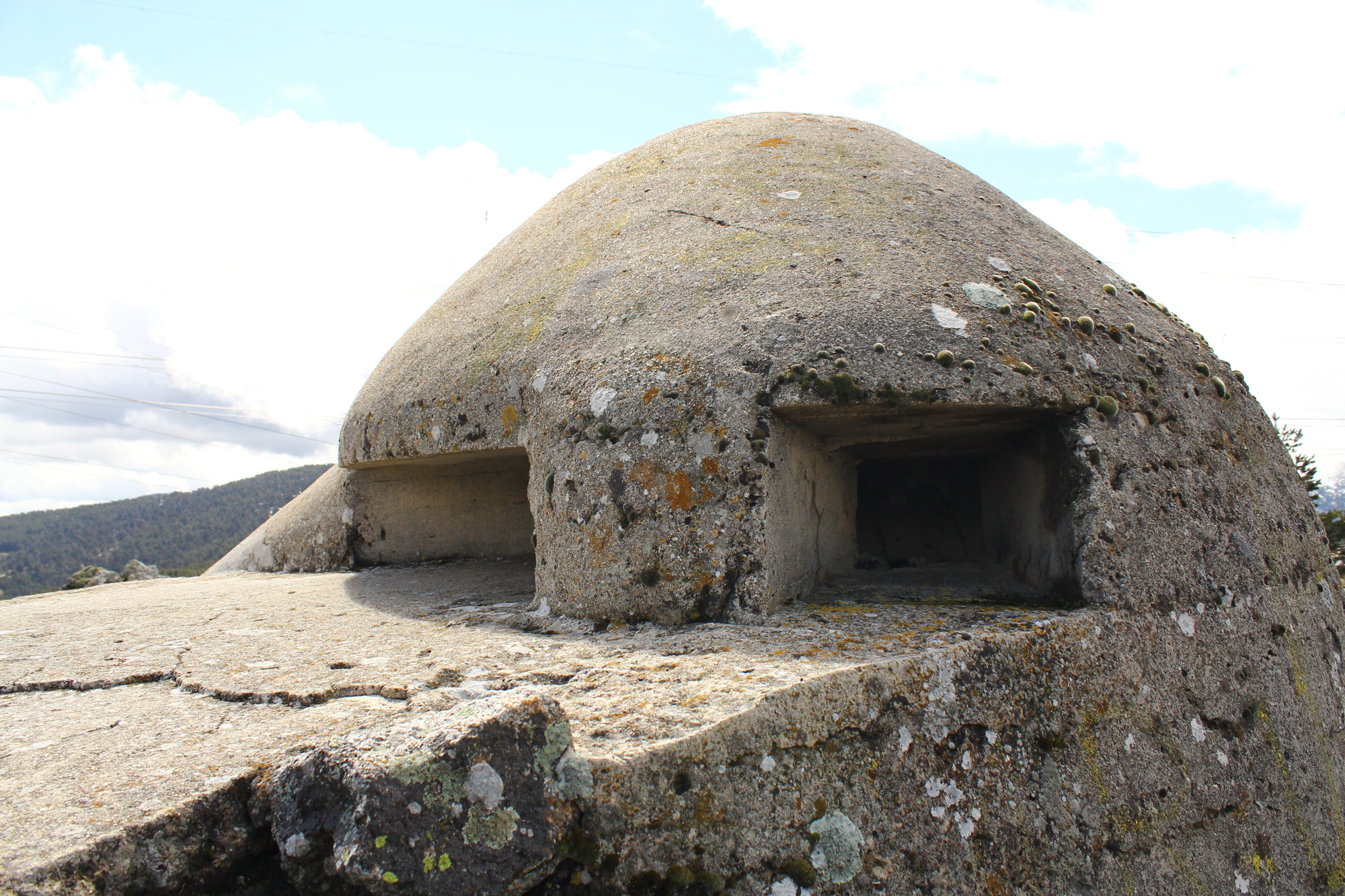
Búnker de Guerra Civil en el Alto del León.

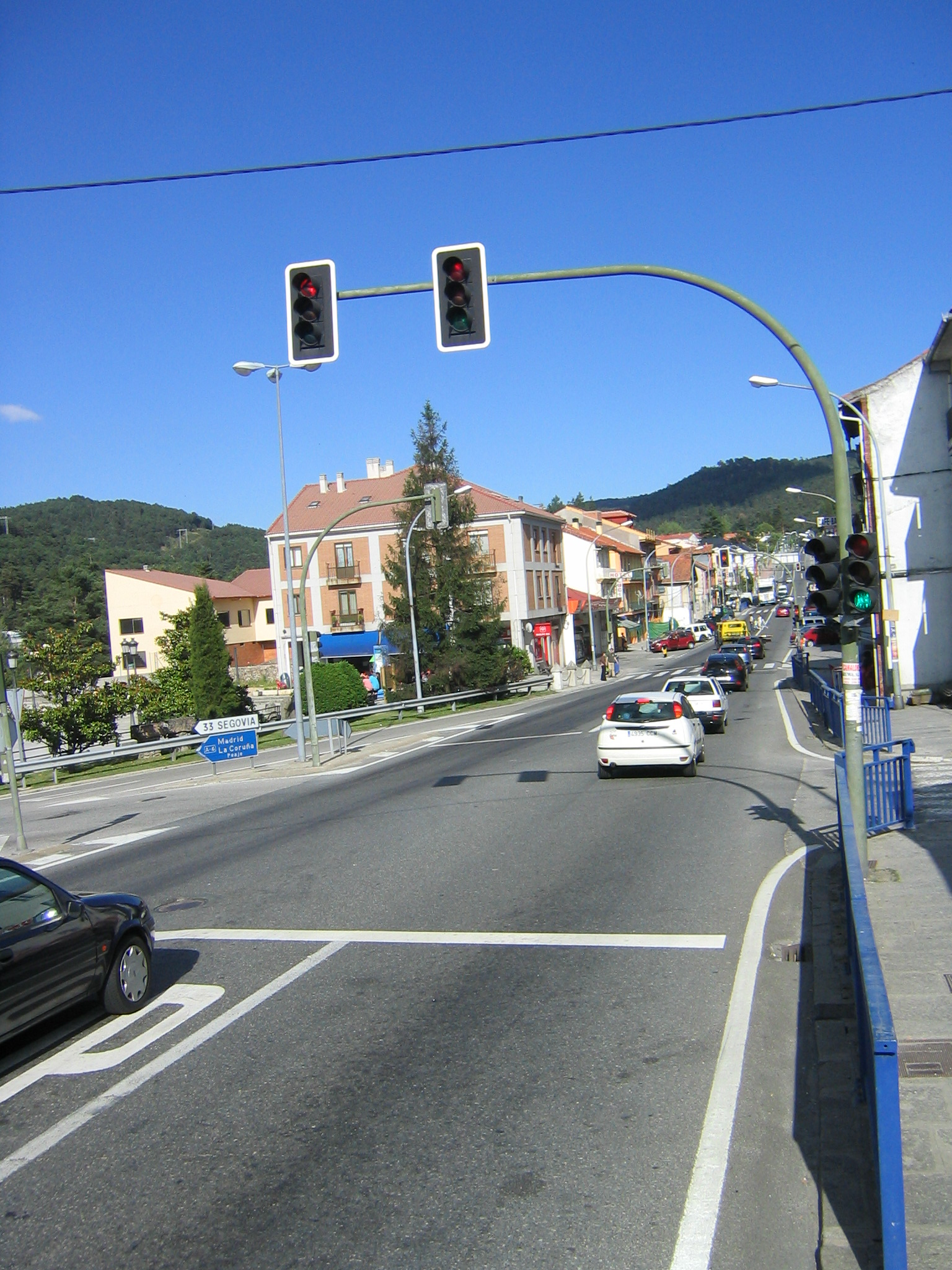
Travesía de la N-6 por San Rafael, denominada avenida Alto del León.

La historia de San Rafael tiene bien definidos sus orígenes a finales del siglo XVIII en el marco de la construcción de una nueva vía de comunicación entre Madrid y el palacio real del Real Sitio de La Granja de San Ildefonso. Este nuevo camino, con categoría de Calzada Real y proyectado en el primer Plan de Carreteras de Fernando VI, consolidaría el paso de la sierra de Guadarrama por el Alto del León y prolongaría su trazado más abajo de la histórica venta de Gudillos. Una calzada que actualmente es la N-6.
Así, una Orden Real del propio Carlos III mandaría levantar una casa de postas o fonda en este nuevo punto estratégico, además de una iglesia y una casa para vicario. Corría el año 1784, fecha fundacional de la localidad, y las crónicas hablan de que entonces no existía en el lugar más que tres vecinos, mencionándose la familia de Rafael Quintana. La fonda tuvo el privilegio de albergar entre otros ilustres personajes a Carlos IV cuando era aún príncipe de Asturias, e incluso el emperador Napoleón Bonaparte que hizo noche en la fonda el 22 de diciembre de 1808 en el marco de la Guerra del Francés. La fonda fue hotel, estafeta, cuartel de la Guardia Civil y posteriormente fue derribada en 1978, abriéndose en su lugar una gran plaza con vistas a la sierra, la actual plaza de Castilla. La fonda, origen de la localidad, da gentilicio a los habitantes de San Rafael, quienes además de sanrafaeleños/as también tienen el apelativo de "fondilleros/as".
A partir de aquí, en torno a la fonda y a toda su actividad de servicio prestada a los cada vez más numerosos caminantes y carruajes que cruzaban la sierra, se comenzó a configurar la localidad. En 1790 se ofició la primera misa en la iglesia. En un principio su primera devoción sería San Antonio, pero unos años después se elegiría definitivamente al patrón de los caminantes, el Arcángel Rafael, como patrón del templo y que daría su nombre a la localidad. Las singulares circunstancias del siglo XIX hicieron que esta iglesia fuera a parar a manos de particulares, que la utilizaron durante un tiempo como pajar-establo, hasta que a comienzos del siglo XX fue adquirida por uno de los primeros veraneantes, el doctor Goyanes, quien desmontó las piezas de granito labrado del ruinoso inmueble y las utilizó para la construcción de su mansión en el paraje de Arrollo Mayor, actual albergue juvenil ‘’San Rafael’’.
Al amparo de la Ley de Colonias Agrícolas promulgada por Isabel II en 1868, consistente en favorecer físicamente la nueva construcción de edificaciones agrupadas y distantes de los núcleos de población, una de las fincas de San Rafael, propiedad de Benito Sancho Sacristán, fue declarada Caserío Rural en 1874. Por estas fechas, tan sólo había una docena de vecinos.
A finales del siglo XIX, San Rafael encontró su más relevante desarrollo, hasta el punto de convertirse en un par de décadas en el principal núcleo turístico de toda la sierra de Guadarrama. Todo comenzó con la iniciativa particular del político espinariego Javier Gil Becerril, al construir una gran mansión de varias plantas para su disfrute vacacional. Paralelamente, en 1897, el Ayuntamiento realizó una oferta pública en la Gaceta de Madrid con terrenos gratuitos para la construcción de casas solariegas; todas las parcelas fueron solicitadas inmediatamente por parte de acaudaladas familias de la sociedad madrileña, y en ellas se comenzaron a construir lujosas residencias, los llamados hoteles.
Este auge urbanístico atrajo también a un número considerable de profesionales de la construcción junto con sus familias. Al mismo tiempo se comenzó a formar toda una industria de servicios demandada por esta nueva actividad turística y por la cada vez más transitada carretera general. En pocos años, el crecimiento de San Rafael fue espectacular: políticos, como Primo de Rivera, Mola o Lerroux; aristócratas, como el general Valeriano Weyler, los marqueses de San Nicolás, el conde de Gamazo, la duquesa de Billon o Julián de Quintana Valdenebro, en cuyo honor se bautizó una de las principales arterias de la villa como paseo de Quintana; médicos, como Goyanes, Zabaleta, Paco Quintana, Codina, Parache, Botella o Espino; comerciantes, como los Srs. Galán, Álvarez o Ubillos. Todo ello fue configurando una relevante y famosa colonia veraniega que, en comunión con el paisaje alpino, hizo que San Rafael fuera conocido en la capital de Reino como La Suiza Española.
Por este tiempo, se desarrolló una incipiente industria derivada de los productos forestales: la fábrica de aserrado de "Riesto y Cia", que sobre 1918 fue trasladada a La Estación de El Espinar. También se llevaron a cabo diversas explotaciones mineras, entre las que se encuentra la ‘’Mina la Primera’’, situada en Cabeza Líjar y de la que extraía wolframio.
El 29 de junio de 1888 se inauguraba la línea Villalba-Segovia (por la que hoy presta servicio la línea 53 de Media Distancia Segovia-Madrid) cuyo recorrido pasa por San Rafael y para la que hubo que realizar el túnel de Tablada, primer gran túnel que atravesaba el Sistema Central por la sierra de Guadarrama bajo el Alto del León, que tardó en ser perforado 4 años (entre 1884 y 1888), por el que aún hoy trascurre la vía y que facilitó además el paso de las personas a pie sin verse obligadas a subir el puerto. En 1904 se construía el apeadero de San Rafael en dicha línea de ferrocarril, facilitando enormemente las comunicaciones de San Rafael entre Segovia, Madrid y el resto de localidades intermedias. Años más tarde se acometieron en la localidad importantes obras de abastecimiento y saneamiento general, lo que aumentó la población de forma considerable.
El golpe de Estado del 18 de julio de 1936 que dio origen a la Guerra Civil tuvo consecuencias directas e inmediatas en San Rafael, pues a los días siguientes comenzó en las inmediaciones de la localidad la batalla de Guadarrama, primera campaña militar de la Guerra. Esta batalla desembocó tras 12 días de lucha en la estabilización del frente en las inmediaciones de San Rafael, punto estratégico del Frente del Guadarrama. La localidad estuvo en manos del bando sublevado prácticamente toda la contienda fratricida desde que el entonces coronel sublevado Ricardo Serrador Santés tomara la localidad al frente de su columna el mediodía del 22 de julio en su camino desde Valladolid hacia el Alto del León, donde derrotó a la columna republicana del coronel Enrique del Castillo Miguel. La sierra fue fortificada, quedando la vertiente madrileña en manos del bando republicano y la vertiente segoviana en manos del bando sublevado (y con ello, San Rafael). No fue hasta el final de la guerra cuando Madrid capituló y las tropas republicanas se rindieron, permitiendo el paso por la sierra de las tropas sublevadas y la toma de la capital de España. Durante la guerra gran parte de la población de San Rafael tuvo que huir debido a la inmediata proximidad del frente y la militarización de la zona, pero tras el final de la contienda la gran mayoría regresó para recuperar lo que quedaba de sus hogares y posesiones. Sin embargo, la inmediata posguerra dejó a San Rafael sumida en una profunda crisis -al igual que el resto del país- que fue denominada por los sanrafaeleños, y aún se recuerda, como "los años del hambre".
Aun así, la localidad pronto retomó su decidida condición turística, realizándose en 1943 un inventario de industrias, comercios y profesionales que evidenciaba una notable infraestructura de servicios, abriéndose dos fábricas de aserrado.
Las décadas de los sesenta y setenta estuvieron marcadas por la mejora de las comunicaciones con Madrid y el noroeste de España, a tenor de la construcción de los túneles de la sierra (paralelos al túnel ferroviario de Tablada de 1888) y de la autopista AP-6, así como la aparición de una nueva figura urbanística que acercó al turismo a las clases medias: los nuevos conjuntos residenciales de apartamentos. Se iniciaba así en 1967 la construcción de Los Ángeles de San Rafael en la finca El Carrascal a instancias de Jesús Gil, situada a unos 9 km de San Rafael, junto con el embalse de recreo de los Ángeles. En San Rafael se terminaba en 1973 la urbanización Las Praderas, en 1976 la urbanización campoverde y en 1978 la urbanización los corzos . A ellas hay que sumar las urbanizaciones Los Bloques, Los Corzos, La Calzada y, ya más reciente, La Tejera. Este tipo de infraestructuras fue creciendo e implantándose como importantes zonas residenciales, aunque desde principios del siglo XXI la construcción de viviendas es más de tipo chalet, construyéndose así urbanizaciones como Prado Acero o la exclusiva urbanización El Robledal.
Hoy en día, San Rafael tiene una población censada de 2539 habitantes (año 2024) y su padrón inmobiliario está compuesto con más de 2000 viviendas ocupadas y más de 1600 segundas residencias. Sus más de 200 instalaciones comerciales dan una idea de la industria de servicios configurada en torno a sus dos vocaciones tradicionales: la carretera y la colonia veraniega.
Sin embargo, la población lleva años protestando y demandando desde hace décadas una solución a la ingente cantidad de vehículos que abarrotan y bloquean la travesía de la N-6 a su paso por el centro de la localidad, debido a que es la alternativa gratuita al peaje de la AP-6. En este sentido, la localidad demanda al Ministerio de Fomento el fin del peaje de la AP-6, que expiraba en 2018 y cuya prórroga fue condenada por el Tribunal de Justicia de la Unión Europea a raíz de las ilegales concesiones de 1999 para las obras de la AP-6 que tuvieron lugar en los años 2000, o la construcción de una variante vía AP-6 como disfruta la población de Guadarrama desde 2005.

## San Rafael: puerta abierta de Castilla y León

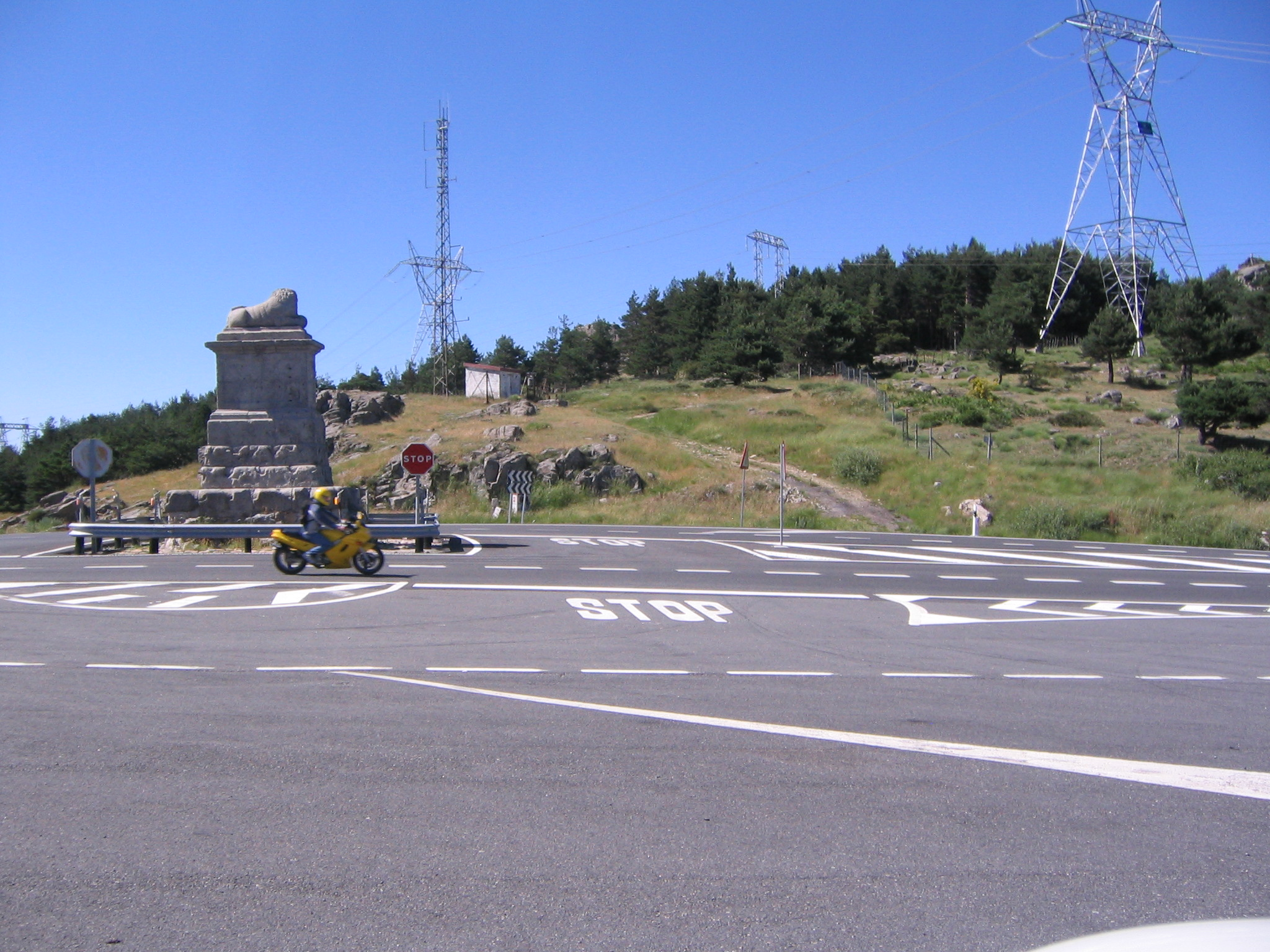
Espaldas del monumento del león, en el puerto de Guadarrama o Alto del León.

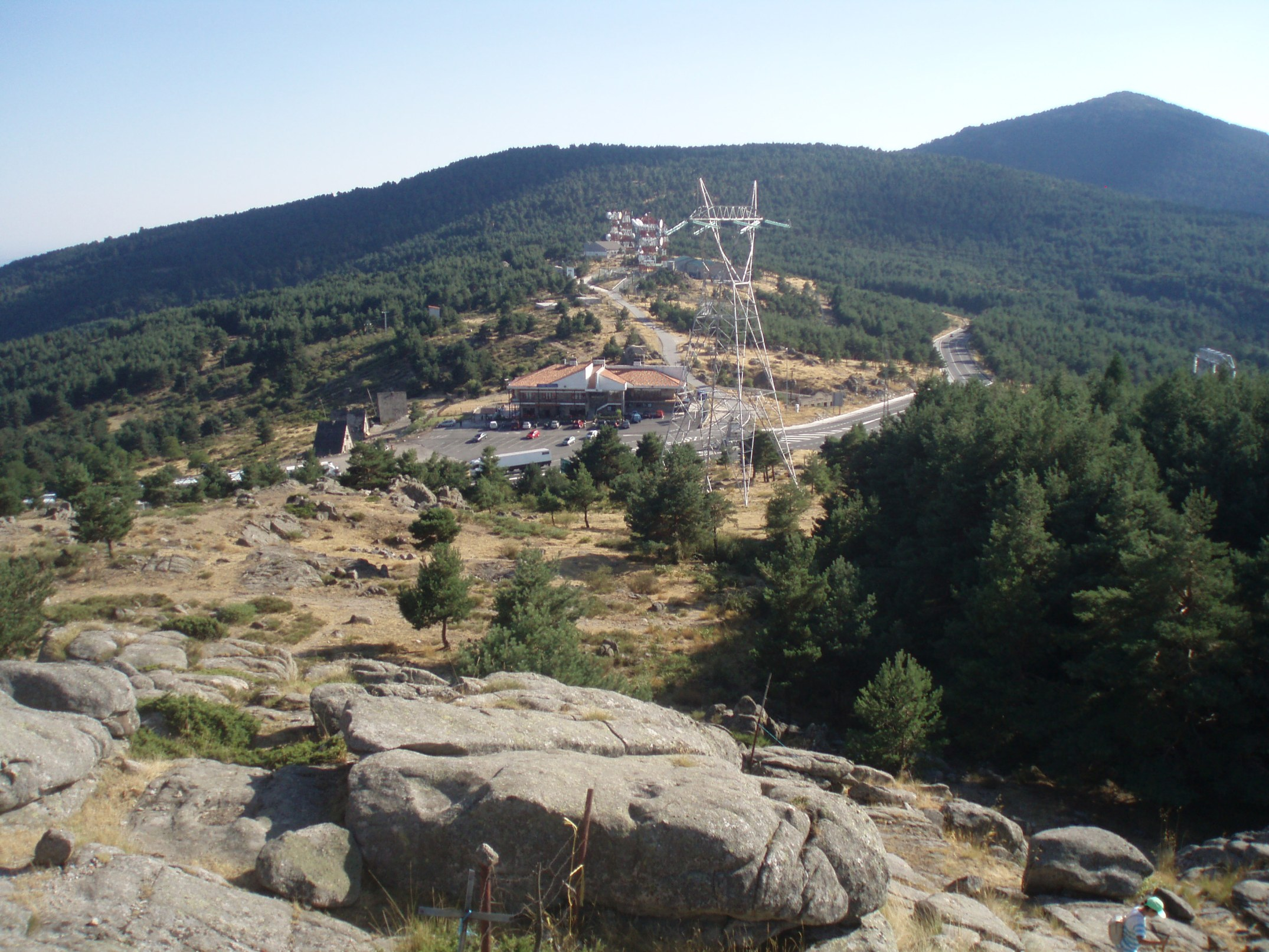
Restaurante ubicado en la cima del Alto del León

Las ideas de la Ilustración que trajeron los primeros reyes Borbones y el desarrollo interior que consiguieron los proyectos reformistas de sus ministros se tradujeron en la sierra de Guadarrama en la apertura del Puerto del León, en la mejora en las vías de comunicación y en el embellecimiento de los caminos.
La apertura de dicho puerto fue una respuesta a la continua búsqueda de nuevas vías que hicieran posible el tránsito de la sierra y así, durante el reinado de Fernando VI (1746-1759) y dentro del "Proyecto Económico" del ministro de la Moneda y Comercio Bernardo Ward, se comenzó a construir en 1749 un nuevo camino pavimentado desde Madrid que cruzaba la sierra por el antiguo puerto de Guadarrama (también conocido como puerto Berrueco o paso de Tablada, Valathome tras la Reconquista) que hasta entonces no era más que un camino intransitable que se remonataba a época romana. Así, se abría un paso totalmente necesario y de una importancia vital que unía la mitad norte de la península ibérica con la mitad sur. Los duros trabajos se finalizaron bajo los mandatos de los ministros José de Carvajal y Lancaster y el Marqués de la Ensenada, erigiéndose entonces el monumento del león situado en el alto para conmemorar la apertura del puerto de Guadarrama y que dio su otro nombre al puerto: se trata de una columna de orden toscano sobre la cual descansa el famoso león echado y que apoya sus garras sobre dos globos que simbolizan la hegemonía de España sobre los dos mundos (Europa y América). Debido a esta estatua del monumento el puerto pasó a conocerse como Alto del León. También en dicho monumento el rey mandó realizar la siguiente inscripción latina:

"Fernandus VI pater

patriae viam utrique castellae

Superatir motibus fecit an

Sallutis MDCCXLIX Regni sui IV"

La traducción en español es: "Fernando VI, padre de la Patria, hizo el camino para ambas Castillas por encima de los montes, el año de nuestra salvación 1749, IV de su reinado". Este nuevo camino es la actual carretera nacional 6 Madrid-La Coruña.
Habría que pasar más de un siglo hasta que el hombre, esta vez aliado con los avances técnicos, pudiera doblegar de nuevo al Guadarrama: en 1888 se conseguiría atravesar por primera vez el Sistema Central por la sierra de Guadarrama bajo el Alto del León por el túnel ferroviario de Tablada, entre la estación homónima (del madrileño municipio de Guadarrama) y el barrio de Gudillos perteneciente a San Rafael, por el que surcaría la Línea Villalba-Segovia-Medina del Campo y por la cual presta actualmente servicio la línea 53 de Media Distancia Segovia-Madrid.
Tras la sublevación militar de julio de 1936 que desembocó en la guerra civil española, Madrid quedó en zona republicana y Segovia bajo el control de las tropas sublevadas. En este contexto las tropas de ambos bandos se encontraron en el puerto de Guadarrama y su entorno, donde tuvo lugar la Batalla de Guadarrama, que acabó con la toma del Alto del León por las tropas sublevadas pero sin conseguir estas el avance hacia Madrid. Ello produjo el asentamiento del frente a lo largo de la cordillera de la sierra de Guadarrama y su fortificación, un estancamiento que duró hasta el final de la contienda. Debido a la toma del puerto por las tropas sublevadas provenientes de Castilla, este paso a llamarse oficialmente durante la dictadura Alto de los Leones de Castilla, denominación que ya ha desaparecido actualmente pero que continúa en el habla de las poblaciones de la zona como Alto o puerto de los Leones. Hoy en día aún se conservan en muy buen estado restos de estas fortificaciones en todo el entorno de la sierra, las cuales están protegidas como Bien de Interés Cultural.
Finalmente, en 1963 y 1972, grandes obras de ingeniería permitirían perforar nuevamente el macizo montañoso con sendos túneles de carretera paralelos al túnel ferroviario de Tablada, facilitando espectacularmente el tránsito rodado a través de la que fue la primera autopista de España, la AP-6. El 30 de marzo de 2007 se abrió a la circulación un tercer túnel que atraviesa la sierra con el objetivo de mejorar la fluidez de la gran cantidad de tráfico de la autopista AP-6 a su paso por la sierra, dejando el túnel de 1963 de carácter reversible y que solo se abre al tráfico en momentos de mucho tráfico o por mantenimiento de los nuevos túneles.
En todos estos casos, tras superar el Guadarrama, se abre ante los ojos el inmenso valle de San Rafael: puerta abierta de Castilla y León.

## Demografía
San Rafael ha tenido desde su nacimiento en el siglo XVIII un continuo crecimiento poblacional, ya que la población de la cercana Madrid tiende a escapar de la ciudad a los parajes serranos y tranquilos de la localidad. Sin embargo, a partir del 2011 la población empadronada en la localidad ha comenzado, por primera vez en su historia, a disminuir en proporciones notables. La explicación puede residir en la crisis económica que comenzó en el año 2008 y que tuvo como consecuencia una parcial disminución del tradicional veraneo, con las consecuencias económicas que ello supone para el mayúsculo sector servicios del lugar. Además, al aumento del paro en la región también ha podido desembocar en el traslado de población a las cercanas ciudades de Segovia, Ávila y, sobre todo, Madrid, debido a las mayores oportunidades laborales que ofrecen las grandes ciudades. Pese a todo, el veraneo es una de las características que definen a San Rafael, llegando todos los años incluso a triplicarse la población entre los meses de junio y septiembre.
Pese a ello, según los datos del INE, la población censada en la localidad descendió de forma preocupante por primera vez desde el año 2011. Si bien este hecho se explica por la crisis económica, también es provocado por personas que, incluso residiendo la mayor parte del año en la localidad, prefieren seguir empadronados en la ciudad y no llegan a empadronarse en la localidad. Otro tercer motivo se da en la diferencia que continúa existiendo entre el residente continuo y empadronado en la localidad y el veraneante que únicamente reside durante el periodo estivo.
Para poder equilibrar ambos datos y fijar mayor población que establezca su residencia en San Rafael desde la administración regional se está desarrollando una activa política en el transporte público con la vecina Comunidad de Madrid con el objetivo de incrementar las facilidades al ciudadano que quiera establecer su domicilio en San Rafael (o en otras localidades hasta Segovia) e ir y volver a trabajar diariamente a Madrid. Con ello se trata de frenar la despoblación de la zona sur de la provincia de Segovia e incluso lograr un incremento demográfico basado en la migración pendular, ya desarrollado con notable éxito en otras provincias vecinas de Madrid como Guadalajara o Toledo.
En el año 2020 por fin se vio interrumpido el continuo descenso poblacional de la localidad que se venía dando desde 2011 gracias a un ascenso que en 2021 se ha pronunciado mucho más, recuperando actualmente el nivel de 2007. La explicación seguramente se encuentre en la huida poblacional de la ciudad al campo como consecuencia de los confinamientos domiciliarios decretados por los estados de alarma a raíz de la pandemia del Coronavirus, así como en el efectivo empadronamiento en la localidad de parte de la población que realmente vive en ella y no en Madrid.

### Historia demográfica
| 2000 | 2001 | 2002 | 2003 | 2004 | 2005 | 2006 | 2007 | 2008 | 2009 | 2010 | 2011 | 2012 | 2013 | 2014 | 2015 | 2016 | 2017 | 2018 | 2019 | 2020 | 2021 |  |
| ---- | ---- | ---- | ---- | ---- | ---- | ---- | ---- | ---- | ---- | ---- | ---- | ---- | ---- | ---- | ---- | ---- | ---- | ---- | ---- | ---- | ---- |  |
| 1940 | 1937 | 2030 | 2158 | 2226 | 2370 | 2441 | 2537 | 2649 | 2721 | 2737 | 2670 | 2631 | 2602 | 2575 | 2483 | 2425 | 2417 | 2335 | 2284 | 2312 | 2454 |  |

### Gráfico de Población (2000-2021)
| Evolución demográfica de San Rafael entre 2000 y 2021 |
| ----------------------------------------------------- |
|                                                       |
| Fuente: INE                                           |

## Geografía urbana

### Límites poblacionales
La localidad de San Rafael linda con las siguientes localidades y zonas agrestes:
- Al norte con la localidad segoviana de La Estación de El Espinar, perteneciente al mismo municipio. Este paraje está dentro del valle del río Moros, en pleno pulmón de la sierra de Guadarrama. El límite municipal linda con el municipio de San Ildefonso.
- Al sur con la provincia de Ávila, concretamente con el municipio abulense de Peguerinos. Orográficamente la sierra de Guadarrama hace frontera entre ambas provincias castellanas, encontrándonos de frente con la montaña de Cueva Valiente.
- Al oeste con la localidad segoviana de El Espinar, cabeza del municipio al que da nombre y que abre tras de sí la meseta segoviana.
- Al este con el puerto de Guadarrama que ejerce de frontera entre las comunidades autónomas de Castilla y León y Madrid. Una vez superdado dicho puerto está la localidad madrileña de Guadarrama.

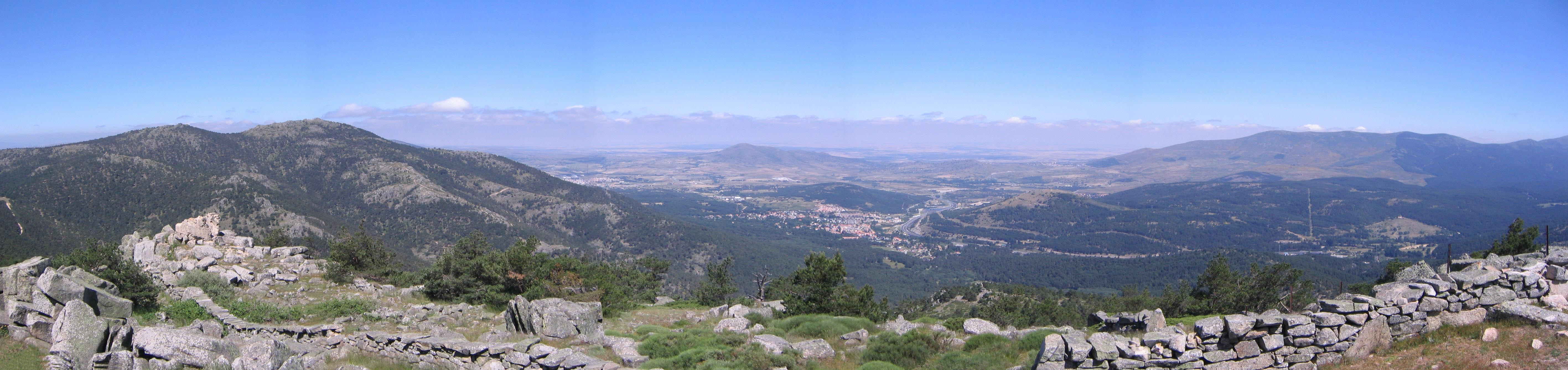
San Rafael y, de fondo, la meseta segoviana

|            | La Estación de El Espinar       |                                                |
| El Espinar |                                 | Comunidad de Madrid (Los Molinos) (Guadarrama) |
|            | Provincia de Ávila (Peguerinos) |                                                |

| Núcleo de población           | Coordenadas                                 | Habitantes (2021) |
| ----------------------------- | ------------------------------------------- | ----------------- |
| San Rafael                    | 40°42′44″N 004°11′32″O / 40.71222, -4.19222 | 2454              |
| Gudillos                      | 40°42′44″N 004°09′26″O / 40.71222, -4.15722 | 17                |
| La Estación de El Espinar     | 40°44′13″N 004°11′30″O / 40.73694, -4.19167 | 612               |
| Prados                        | 40°12′37″N 004°12′37″O / 40.21028, -4.21028 | 6                 |
| El Espinar                    | 40°43′07″N 004°14′52″O / 40.71861, -4.24778 | 4958              |
| Los Ángeles de San Rafael     | 40°46′42″N 004°13′07″O / 40.77833, -4.21861 | 1429              |
| Población total del municipio | Población total del municipio               | 9476              |

## Geografía física

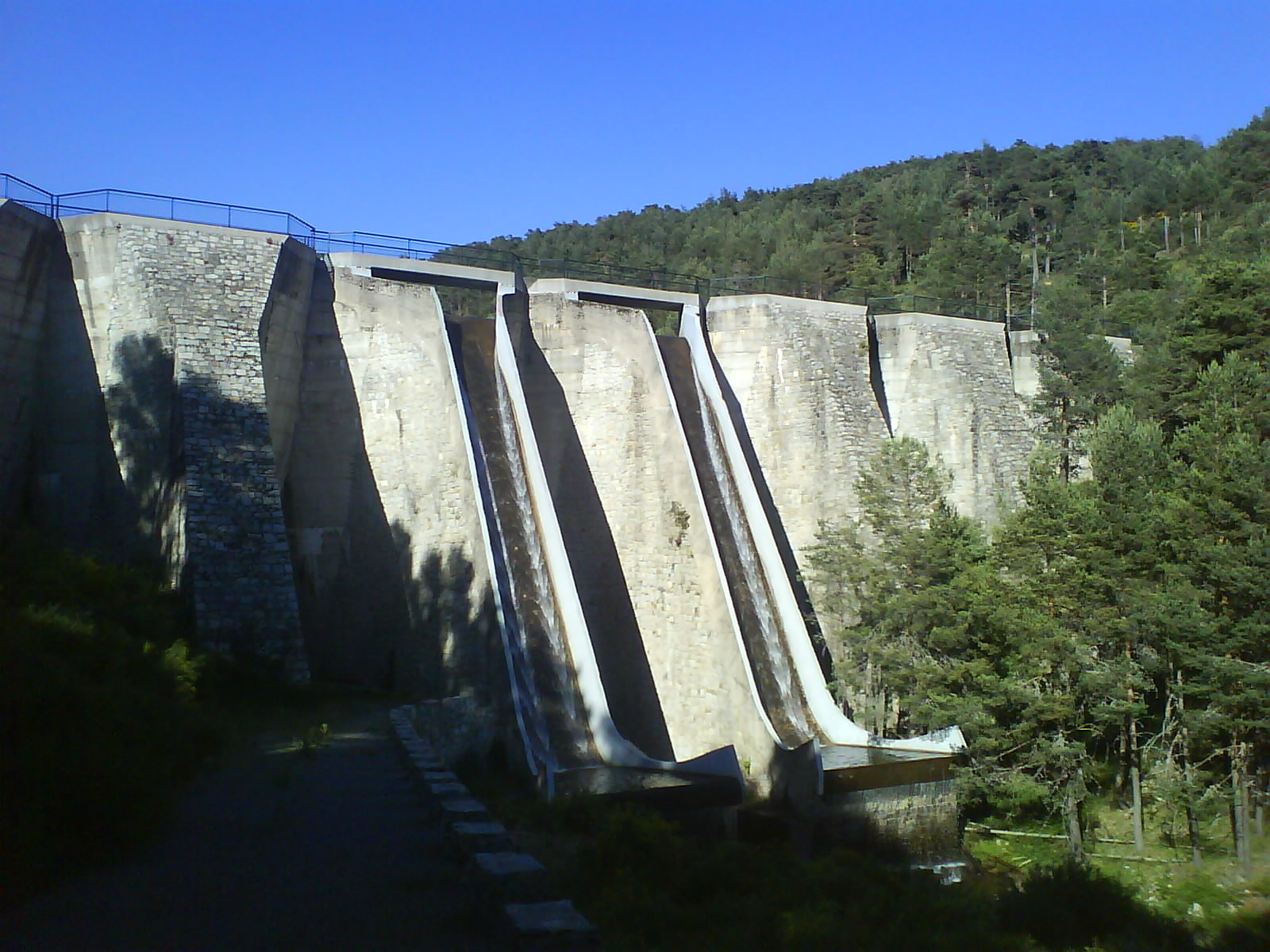
Presa del embalse de Vado de las Cabras.

San Rafael abarca una gran diversidad de parajes naturales, perteneciendo gran parte de ellos al parque nacional de Guadarrama, al parque natural Sierra Norte de Guadarrama, a la Reserva de la Biosfera del Real Sitio de San Ildefonso-El Espinar y a la Red Natura 2000. Situado a una altitud relevante y recostado sobre la ladera norte del Sistema Central, tiene un clima fresco en verano y frío en invierno que hace que la riqueza natural sea muy importante. El árbol por excelencia es el pino, que cubre los montes de granito que son surcados por multitud de arroyos que nacen en fuentes.

### Hidrografía

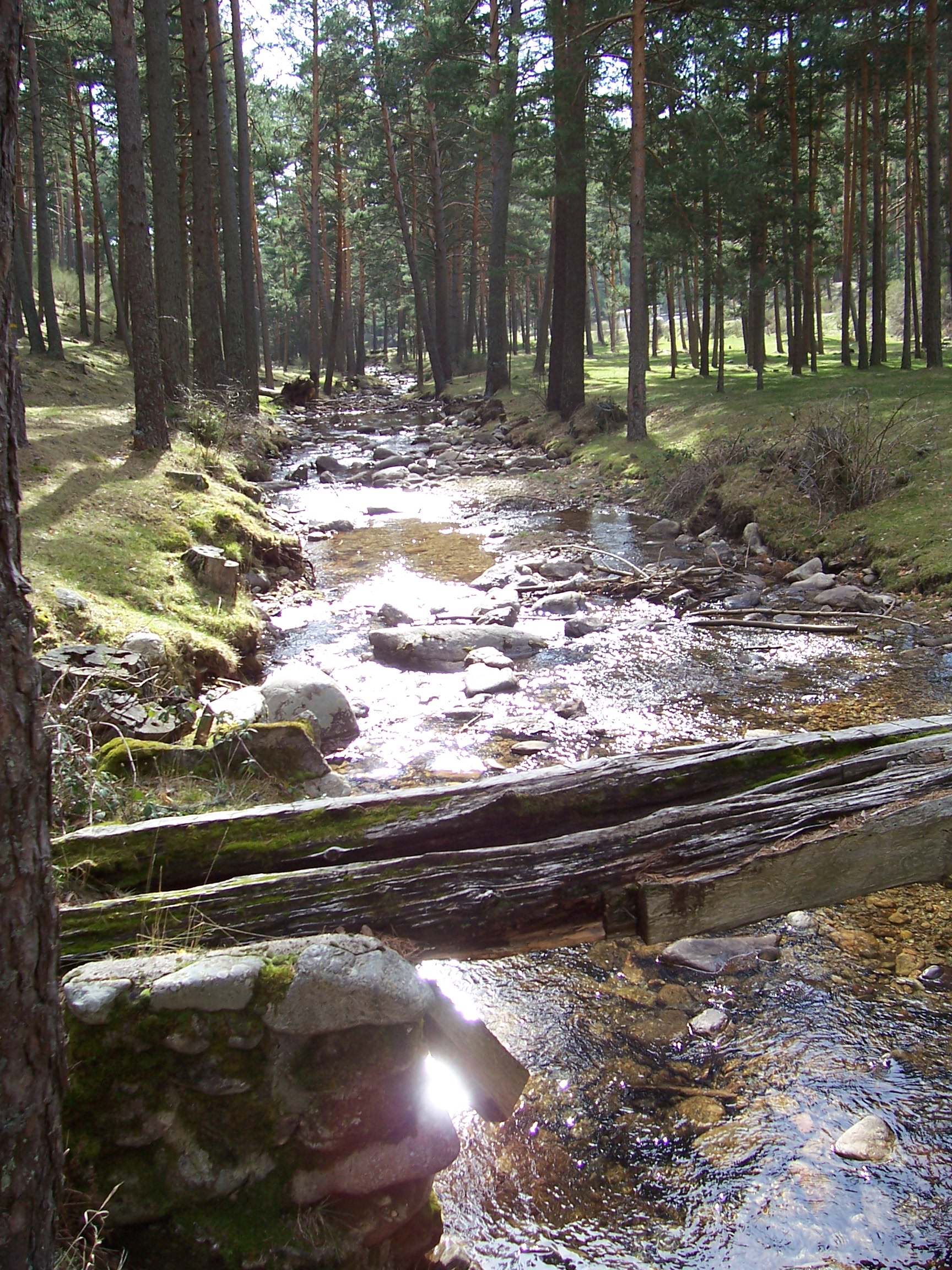
Río Moros.

La ubicación de San Rafael, en la parte alta de la vertiente sur del río Duero, justo en la separación de cuencas hidrográficas que realiza la cordal de la sierra de Guadarrama, proporciona multitud de fuentes y arroyos que van conformando diferentes ríos. Los más importantes que cruzan San Rafael y sus alrededores son el río Gudillos y el río Moros:
- El río Gudillos nace en la falda norte de La Peña del Cuervo, cerca del monumento al arcipreste de Hita. Va recibiendo por su lado izquierdo los arroyos que nacen en el cordal de la sierra de Guadarrama, como el arroyo de la Gasca y el arroyo Mayor. Este río pasa por la parte norte del núcleo urbano, rodeando la localidad.

- El río Moros discurre por el valle que se abre, en su cuenca alta, entre las sierras del Quintanar y La Mujer Muerta. Nace en las faldas del Montón de Trigo de la unión de los arroyos Tirobarras y del de los Ojos (su manantial recibe el nombre de Ojos del río Moros). Pronto es embalsado por dos presas, primero en la que forma el embalse llamado Vado de las Cabras y seguidamente, en la presa El Tejo. Discurre por la Garganta llegando a la zona de La Panera, que se ha convertido en uno de los puntos de ocio más importantes de la serranía. En todo este recorrido no para de recibir, por ambas riberas, arroyos procedentes de las sierras que le rodean.[13] A la salida de La Panera, pasa por La Estación de El Espinar, a cuya salida recibe al río Gudillos. Más adelante, ya en el pueblo vecino de El Espinar, recibe al arroyo de La Tejera y pasa a embalsarse en el embalse del Carrascal, en Los Ángeles de San Rafael.

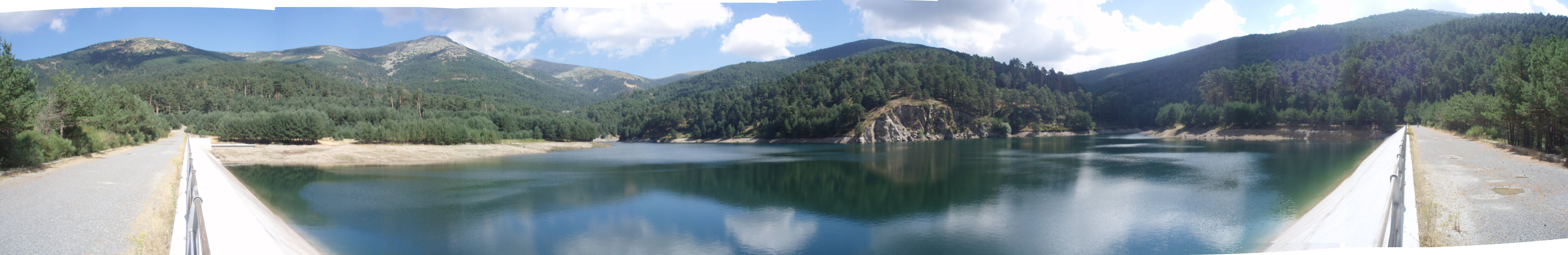
Vista panorámica del valle desde el embalse "El Tejo".

### Orografía

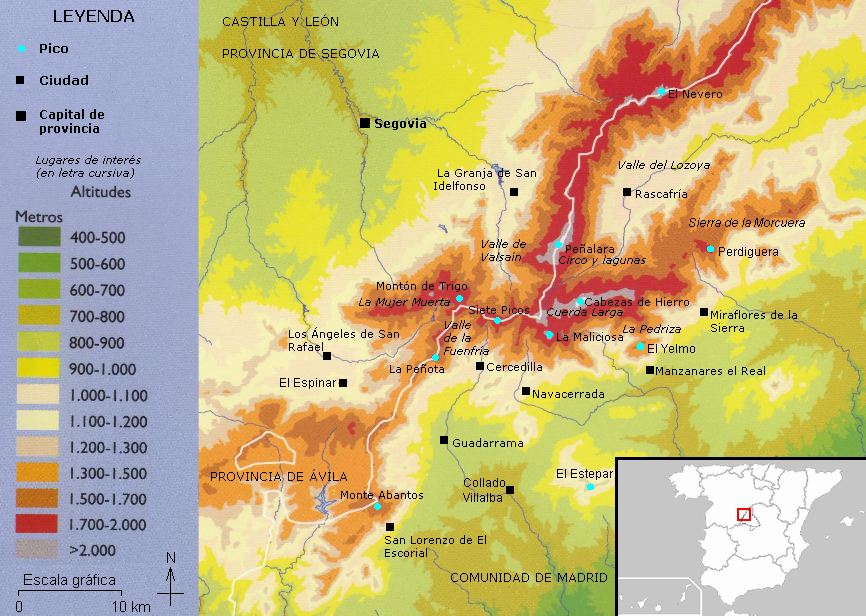
Mapa hipsométrico de la sierra de Guadarrama con sus principales elementos señalados.

Las moles graníticas que conforman el Sistema Central y en concreto la sierra de Guadarrama son el apoyo de San Rafael, con la montaña de Cabeza Reina literalmente pegando a la localidad y siendo el monte más característico. La parte sur de la sierra se recuesta sobre estos montes que forman, por el este, el valle del río Moros cuando se abre la cordal de la sierra en el cerro Miguelete (2023 m) que, pasando por el Montón de Trigo (2155 m), va a conformar el cordal de La Mujer Muerta (su máxima altura se encuentra en el pico del Oso, de 2196 m) que siguiendo por el collado y puerto de Pasapán, al lado del pico del mismo nombre y de altura de 2001 m, sigue por la sierra del Quintanar, ya con alturas que no rebasan los 2000 m.

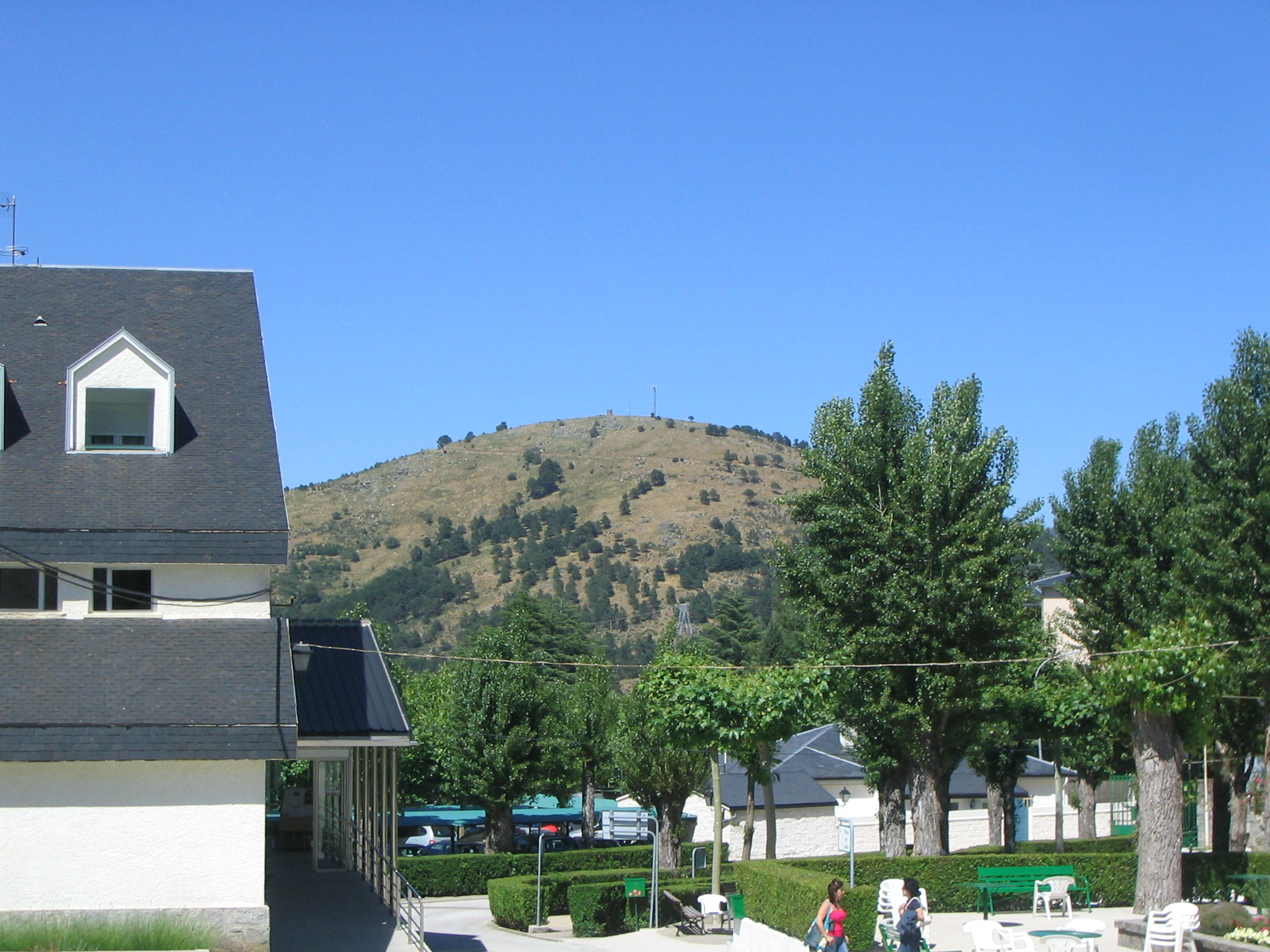
Cabeza Reina vista desde la Casona del Pinar, en San Rafael

El cordal de Guadarrama tiene su altura más relevante, que no máxima, en la Peñota, con 1945 m, que viene del referente puerto del Alto del León situado a 1511 m. Hacia el oeste la sierra sigue con los picos de Cabeza Líjar, de 1823 m (donde coinciden las provincias de Segovia, Ávila y Madrid), y el cerro de la Salamanca (1789 m). Entre estos dos picos se sitúa el puerto de Hornillos que da paso a la carretera que se dirige a Peguerinos ya en Ávila. En este punto, la sierra tiene una variación norte, sigue por Cueva Valiente (1903 m), y siguiendo esta variante se encuentra el cerro Caloco (1567 m).

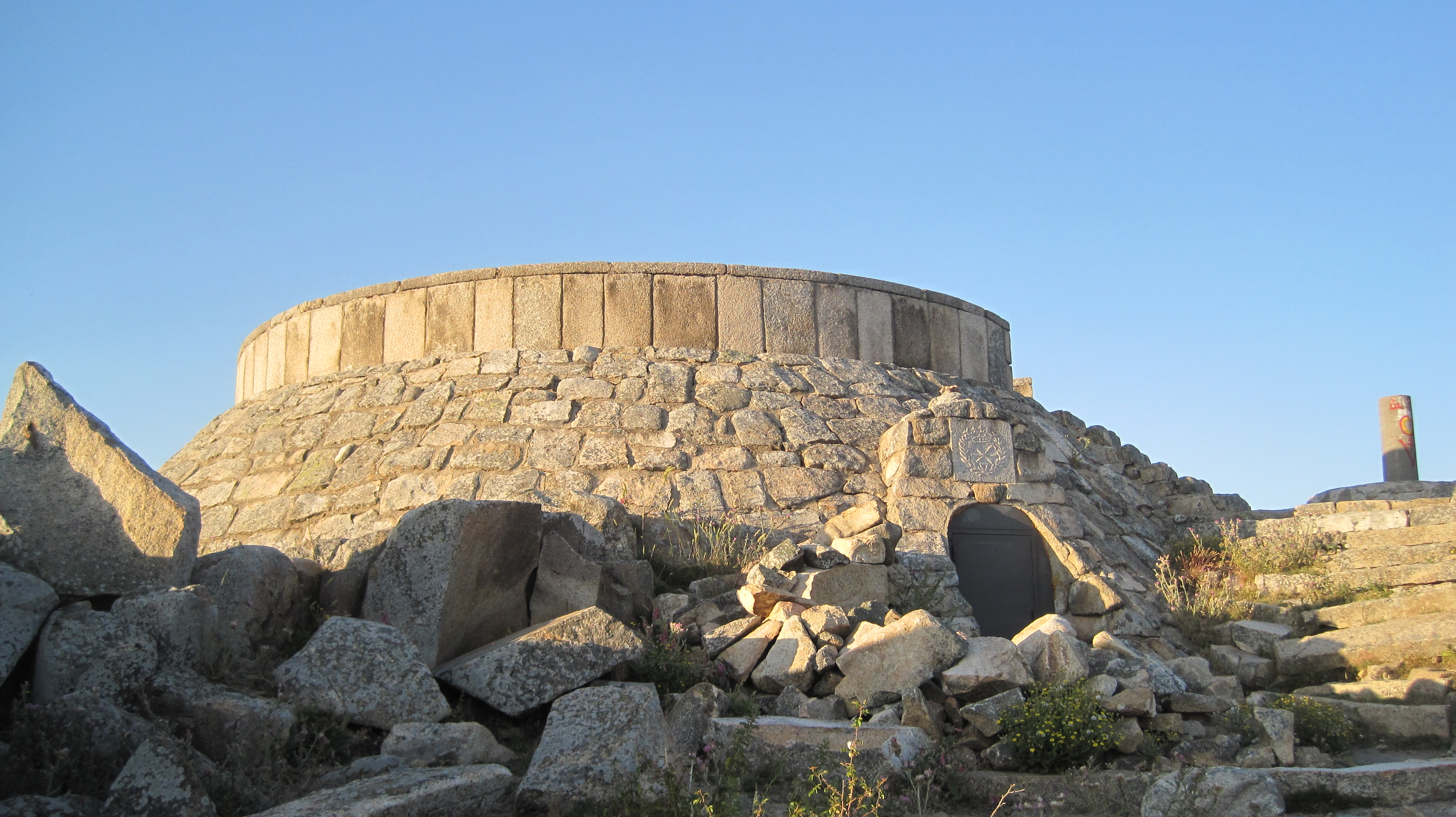
Fortín de la Guerra Civil en la cumbre de Cabeza Líjar, convertido en refugio y en un mirador con espectaculares vistas.

Desde las altas cumbres que rodean San Rafael se observa la llanura mesetaria, distinguiéndose perfectamente la ciudad de Madrid (a 63 km de distancia) y su complejo de rascacielos Cuatro Torres Business Area, la Torre Picasso, las torres Kio, etc.
La sierra se va perdiendo en la llanura con elevaciones de pequeña altura y dispersa, entre ellas destaca la de Cabeza Reina {1479 m de altitud) y el Estepar (1346 m).
Los ríos recorren los valles que se abren entre estas elevaciones. Hacia el noroeste, buscando el río Eresma, discurre el río Moros y sus afluentes. Las principales vías de comunicación procedentes de Madrid, la AP-6, la AP-61, la N-6, la N-603 y la línea de tren Madrid-Segovia, también se abren paso por los alrededores de la localidad buscando el norte y noroeste a través del valle.

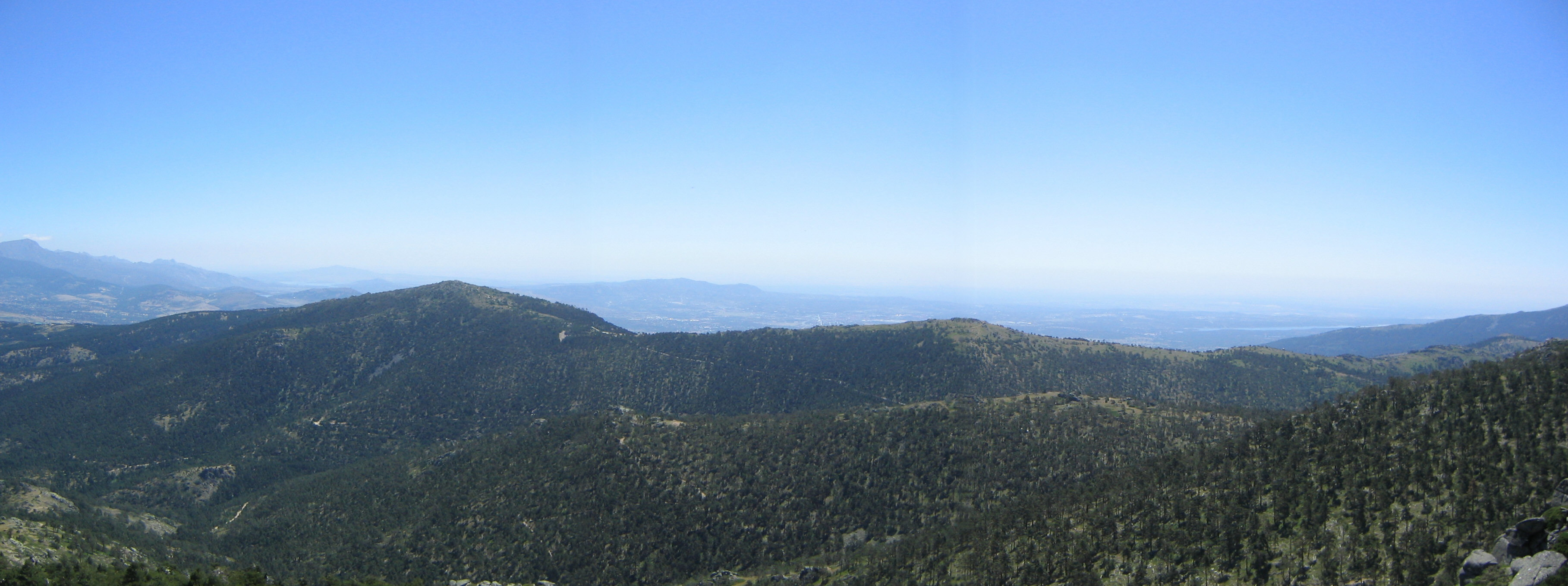
Cabeza Líjar.

### Clima
San Rafael se encuadra dentro de la zona de clima mediterráneo muy continentalizado, pero su elevada altitud hace que éste esté matizado hacia unos inviernos más fríos y unos veranos más suaves. La situación al pie del Sistema Central en su vertiente norte hace que tenga un régimen de precipitaciones (que cuando la temperatura es fría suelen ser en forma de nieve) muy superior a las zonas vecinas.
Las diferentes altitudes que hay en la zona hacen que haya varias zonas climáticas diferenciadas. Por cada cien metros de desnivel se obtiene una reducción de temperatura de medio grado centígrado. Atendiendo a la actitud tenemos las siguientes zonas climáticas:
- Alta Montaña.

Las cumbres de la sierra de Guadarrama rondan una altitud en torno a los 2000 m y poseen un clima mediterráneo frío y continentalizado. La temperatura media anual es de unos 8 °C y las precipitaciones medias se sitúa entre los 800 y los 1000 mm. Por encima de los 1800 m de altura suele haber nieve durante una media de 168 días al año, siendo la media anual inferior a los 6 grados.
- Baja montaña y pie de monte.

Clima mediterráneo templado con influencia continental, con medias anuales de temperaturas que oscilan entre 8 y 12 °C y una precipitación que se mueve entre los 600 y los 800 mm. La nieve viene a cubrir el suelo durante una media de 30 días al año.

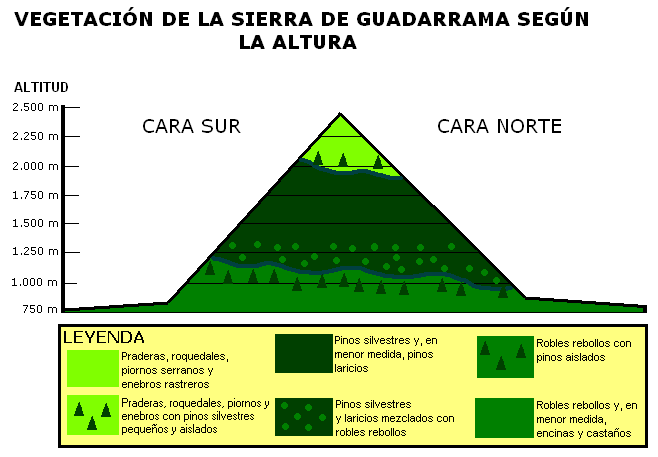
Esquema de la vegetación de la sierra de Guadarrama según la altitud y vertiente.

Tabla de temperaturas medias según la altura
| Altura          | Tª en invierno | Tª en primavera y otoño | Tª en verano  |
| --------------- | -------------- | ----------------------- | ------------- |
| 2428 m - 2000 m | -1 °C - -9 °C  | 8 °C - -3 °C            | 20 °C - 5 °C  |
| 2000 m - 1400 m | 3 °C - -3 °C   | 11 °C - 5 °C            | 23 °C - 7 °C  |
| 1400 m - 800 m  | 4 °C - -2 °C   | 15 °C - 7 °C            | 25 °C - 11 °C |

## Administración local
San Rafael forma parte del municipio de El Espinar, localidad donde se encuentra el Ayuntamiento, del cual San Rafael cuenta con un teniente de alcalde específico.

## Comunicaciones

### Carretera
Debido a su importante ubicación geográfica, San Rafael es clave en la comunicación por carretera entre el noroeste de la península ibérica y el resto del país.
Por ello, la localidad dispone de una inmejorable red de comunicación formada por dos autopistas (la Autopista del Noroeste  AP-6  Madrid - La Coruña y la autopista  AP-61  San Rafael - Segovia) y dos carreteras nacionales (la  N-6  Madrid - La Coruña y la  N-603  San Rafael - Segovia).
Mediante la carretera autonómica  SG-500  San Rafael queda unida a Ávila vía El Espinar, si bien también se puede llegar a la capital abulense desde Villacastín por la carretera nacional  N-110  o la autopista  AP-51 .
Hay toda una red de pequeñas carreteras locales y forestales, así como infinidad de caminos y sendas, que conforman una red de comunicación entre los diferentes pueblos vecinos y diferentes lugares situados en el interior de las sierras y valles que hay en su término municipal y alrededores, aunque muchas de estas rutas están cerradas en verano para la prevención de incendios forestales.
La distancia en kilómetros a las capitales de provincia más cercanas y lugares de interés es la siguiente:
- Segovia: 33
- Ávila: 47
- Madrid: 65

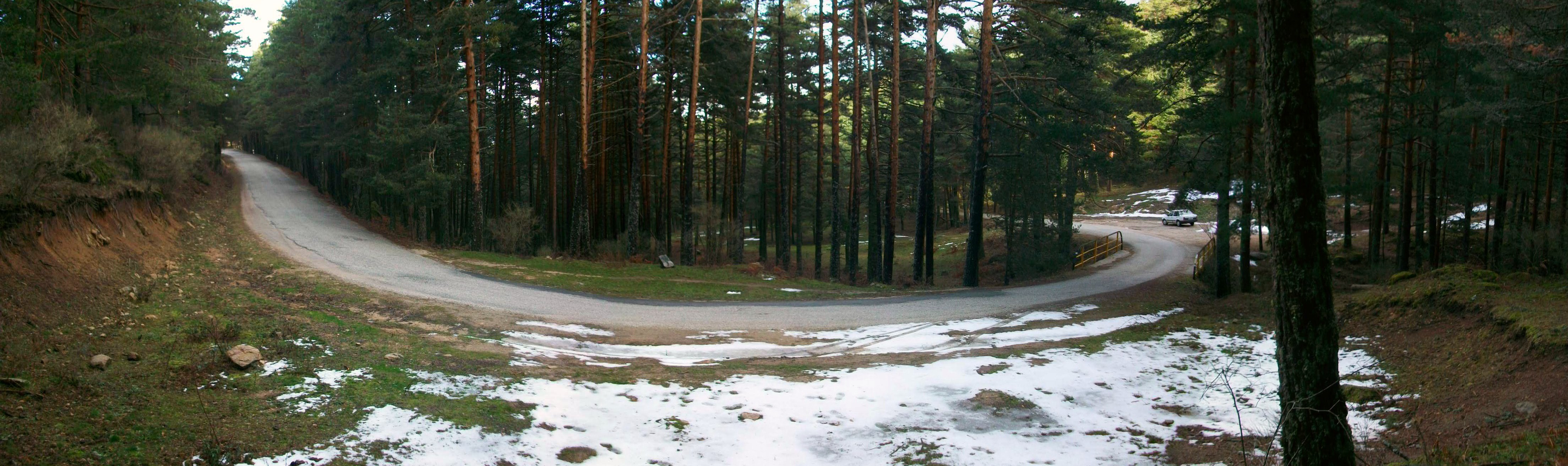
Carretera forestal en pleno monte sanrafaeleño que une las localidades de San Rafael y El Espinar

- Aeropuerto Internacional Adolfo Suárez Madrid-Barajas: 74

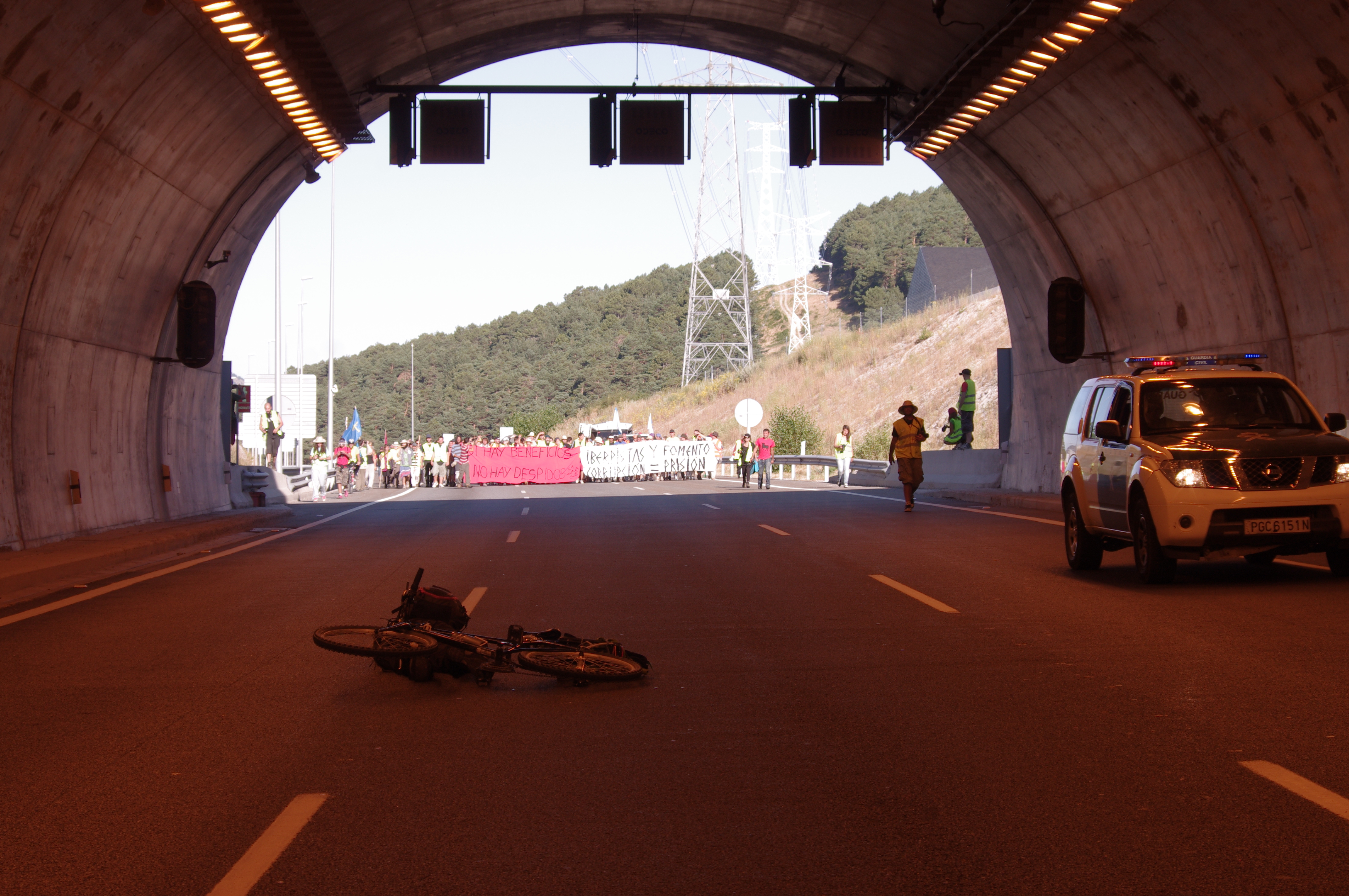
Boca de uno de los túneles de la AP-6 que atraviesa la sierra de Guadarrama bajo el Alto del León.

- Valladolid: 132
- Guadalajara: 124
- Salamanca: 150
- Toledo: 129

| Tipo                   | Identificador                  | Denominación         | Itinerario | Datos |
| ---------------------- | ------------------------------ | -------------------- | ---------- | ----- |
| Autopistas             |                                |                      |            |       |
| AP-6                   | Autopista del Noroeste         | Madrid - La Coruña   |            |       |
| AP-61                  | Autopista San Rafael - Segovia | San Rafael - Segovia |            |       |
| Carreteras nacionales  |                                |                      |            |       |
| N-6                    | Carretera de la Coruña         | Madrid - La Coruña   |            |       |
| N-603                  | Carretera de Segovia           | San Rafael - Segovia |            |       |
| Carreteras autonómicas |                                |                      |            |       |
| SG-500                 | Carretera de Ávila             | El Espinar - Ávila   |            |       |

### Autobuses

Plano de Autobús Urbano de El Espinar donde aparecen las dos líneas circulares del municipio

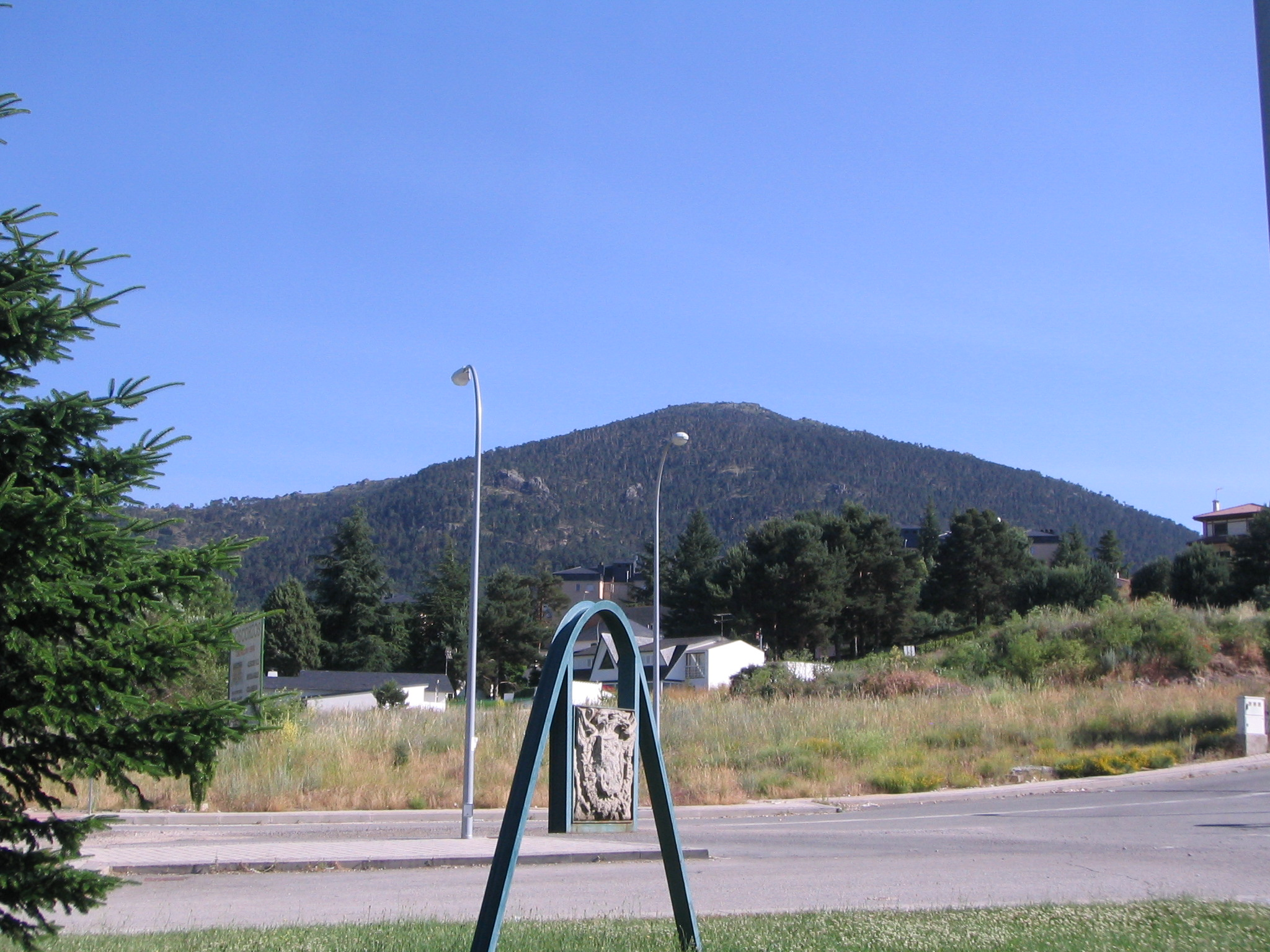
Vista de Cueva Valiente desde la estación de autobuses de San Rafael.

Existen diversas líneas de autobús que enlazan a San Rafael con distintos destinos/procedencias:
- San Rafael - Madrid - San Rafael: La línea que une San Rafael con Madrid es la más usada de la localidad, teniendo como destino el Intercambiador de Moncloa (nivel -1, isla 1, dársenas 8 y 9). La parada en San Rafael se sitúa en la estación de autobuses de San Rafael y, además, existen otras dos paradas en San Rafael: una en la c/ Hacon esquina con la c/ Gutiérrez Mellado (parada de "los soportales") donde únicamente para el servicio proveniente de El Espinar con destino a Madrid, y otra en la marquesina de la av/ Alto del León con la c/ Leocadia Gómez (parada del "Suma") donde únicamente para el servicio procedente de Madrid con destino a El Espinar. Esta línea de autobús está concedida en monopolio por el Ministerio de Fomento a la empresa Avanzabus. El trayecto tiene una duración estimada de 45 minutos.

- Universidades: Además del servicio con destino a Moncloa, San Rafael cuenta con otra línea independiente con destino directo a las diferentes universidades en Madrid. El servicio proviene de Segovia y se presta únicamente los días lectivos. Los diferentes destinos son: una línea directa con destino Ciudad Universitaria (Universidad Complutense de Madrid y Universidad Politécnica de Madrid), así como otra línea con destino al Campus de Somosaguas; otra línea directa a la Universidad Autónoma de Madrid, campus de Cantoblanco; otra línea directa con destino directo a la Universidad Europea de Madrid; y una última línea directa con destino al campus de Vallecas. Esta línea de autobús está concedida en monopolio por el Ministerio de Fomento a la empresa Avanzabus y tiene una duración aproximada de 45 minutos, dependiendo del destino.

- San Rafael - Segovia - San Rafael: Otra línea muy utilizada diariamente es la que une San Rafael con la capital provincial, Segovia. Además de la estación de autobuses, existe otra parada en San Rafael en la c/ Hacon esquina con la c/ Gutiérrez Mellado (parada de "los soportales"), donde únicamente para el servicio proveniente de El Espinar con destino a Segovia. Esta línea de autobús está concedida en monopolio por el Ministerio de Fomento a la empresa Avanzabus, al igual que la línea con Madrid y la universitaria. El trayecto tiene una duración estimada de 30 minutos.

- San Rafael - Ávila - San Rafael:[14] Otra línea es la que une San Rafael con la ciudad de Ávila. Esta línea de autobús está concedida en monopolio por el Ministerio de Fomento a la empresa Jiménez Dorado. El trayecto tiene una duración estimada de 50 minutos.

- Transporte Urbano Municipal:[15] San Rafael posee un transporte urbano municipal conocido como La Carrula que facilita la comunicación con el resto de localidades del municipio: El Espinar, La Estación de El Espinar y Los Ángeles de San Rafael. Dicho transporte urbano posee cuatro paradas en San Rafael: una parada en la av/ Alto del León con la c/ del Prado Grande (parada de "las peinetas" o "del Volvoreta"); otra de solo ida en la c/ Hacon con c/ Gutiérrez Mellado (parada de "los soportales"), otra de solo vuelta en la marquesina de la av/ Alto del León con la c/ Leocadia Gómez (parada del "Suma") y otra de ida y vuelta en la estación de autobuses de San Rafael en la que enlaza con el resto de servicios. En la localidad de La Estación de El Espinar cuenta con otras dos paradas, en el Espinar con otras tres más y en Los Ángeles de San Rafael con 4 paradas, a las que hay que añadir las paradas en la piscina climatizada municipal y en la ECyL (parada "del INEM").

#### Estación de autobuses de San Rafael
Los servicios de autobús prestados entre San Rafael y Madrid-Moncloa (y también entre San Rafael y las universidades) por la empresa concesionaria Avanzabus bajo la concesión VAC-246 (anteriormente era La Sepulvedana con la VAC-115) tienen la gran ventaja de ser de carácter directo (sin paradas intermedias), ya que San Rafael es la última localidad de la línea Segovia - Madrid en la que realiza parada el servicio en su camino a Madrid. Lo mismo sucede en el sentido contrario, pues San Rafael es el primera localidad en la que para el servicio en la línea Madrid - Segovia. Todo ello en los servicios denominados "semidirectos", ya que los servicios de "ruta" sí realizan paradas en ciertas localidades madrileñas (Guadarrama, Villalba, etc.) entre San Rafael y Madrid-Moncloa (y viceversa). Por otro lado, el servicio denominado "directo" no tiene parada en San Rafael ni en ninguna otra localidad intermedia entre Madrid y Segovia, ya que une ambas ciudades de forma directa vía AP-6 y AP-61.
| procedencia/destino                                             | < anteriores estaciones                                                                   | Línea                          | siguientes estaciones> | destino/procedencia                                             | Operador                 |
| --------------------------------------------------------------- | ----------------------------------------------------------------------------------------- | ------------------------------ | --- | --------------------------------------------------------------- | ------------------------ |
| Segovia                                                         | - Los Ángeles de San Rafael - Otero Herreros - Ortigosa del Monte - Revenga - Segovia     | (servicio semidirecto) VAC-246 | - Madrid-Moncloa | Madrid-Moncloa                                                  | Avanzabus                |
| Segovia                                                         | - Los Ángeles de San Rafael - Otero Herreros - Ortigosa del Monte - Revenga - Segovia     | (servicio de ruta) VAC-246     | - Guadarrama - Los Negrales - Collado Villalba - Torrelodones - Las Rozas - Madrid-Moncloa                                                               | Madrid-Moncloa                                                  | Avanzabus                |
| Segovia                                                         | - Los Ángeles de San Rafael - Otero Herreros - Ortigosa del Monte - Revenga - Segovia     | (servicio semidirecto) VAC-246 | - Universidades | Universidades                                                   | Avanzabus                |
| Madrid                                                          |                                                                                           | VAC-223                        | | Ávila                                                           | Autocares Jiménez Dorado |
| El Espinar La Estación de El Espinar Los Ángeles de San Rafael* | <- San Rafael (3 paradas) - ECyL - Piscina climatizada municipal - El Espinar (3 paradas) | Transporte Urbano Municipal    | San Rafael -> - La Estación de El Espinar (2 paradas) [regresa] - San Rafael (3 paradas) - ECyL - Piscina climatizada municipal - El Espinar (3 paradas) | El Espinar La Estación de El Espinar Los Ángeles de San Rafael* | Saiz Garrido S.L.        |

### Ferrocarril

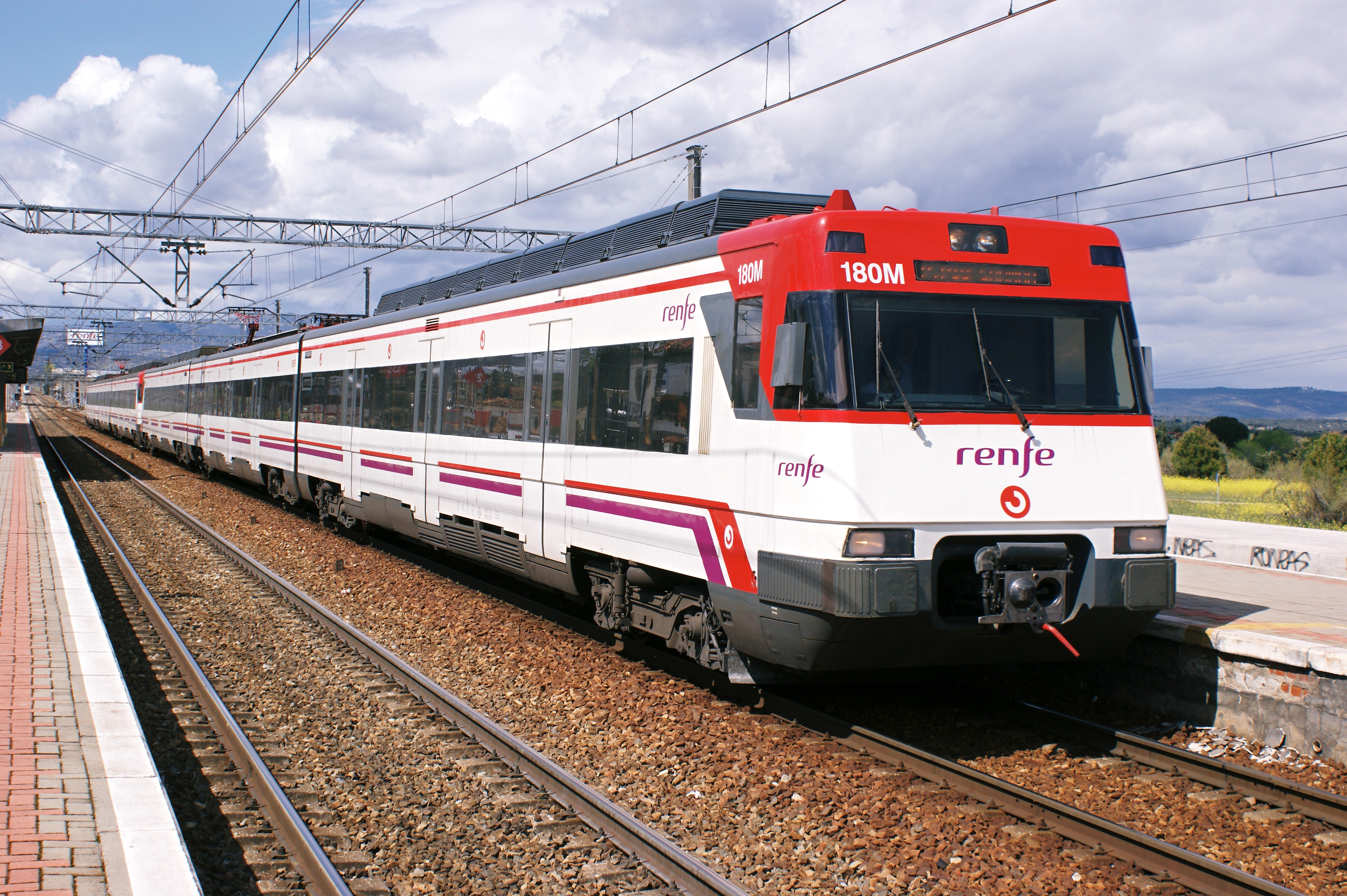
Ferrocarril de Cercanías Madrid utilizado en la línea Madrid - Segovia de Renfe Media Distancia. Todos los servicios tienen parada en San Rafael.

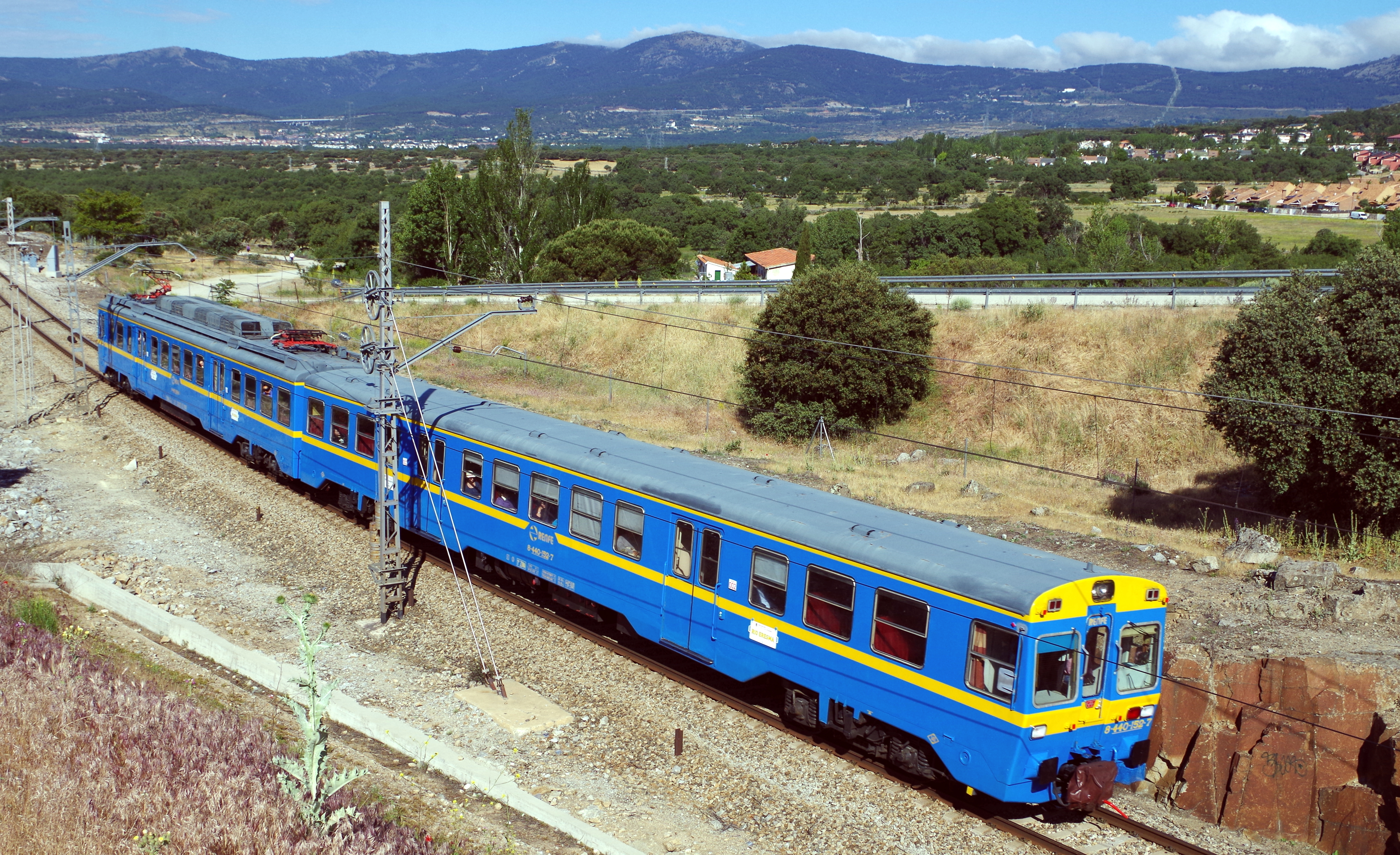
Unidad UT 440 096 ("la azulona") de la Asociación de Amigos del Ferrocarril de Madrid haciendo el recorrido del Tren Histórico Río Eresma.

El 29 de junio de 1888 se inauguró la línea Villalba-Segovia, pero el apeadero de San Rafael no fue construido hasta 1904, gracias a la mediación de Javier Gil Becerril, debido a la demanda de la población de la localidad y de los veraneantes. En 1928 se elaboró el proyecto de electrificación de la línea, pero debido a la Guerra Civil no se puso en marcha hasta 1946, cuando los viejos vagones de madera fueron renovados. Hasta 1993 la ruta llegaba hasta Medina del Campo, pero hoy en día la vía solo es recorrida por la línea 53 de Media Distancia Segovia-Madrid.
El Ayuntamiento de El Espinar aprobó en noviembre de 2007 en un pleno municipal, instar a Renfe, a la Junta de Castilla y León, a la Comunidad de Madrid y al Ministerio de Fomento el estudio de la extensión de la entonces línea madrileña de tren de Cercanías C8-b (actual línea C-8), que acaba en Cercedilla, extendiéndola hacia San Rafael, La Estación de El Espinar y Los Ángeles de San Rafael. En diciembre de 2016 el pleno municipal volvió a aprobar una moción por unanimidad instando de nuevo a que se lleven a cabo diversas medidas para revitalizar el tramo entre Segovia y Cercedilla, pidiendo su equiparación con las condiciones de las que goza la línea C-2 de Cercanías Madrid hasta Guadalajara, La Diputación Provincial de Segovia aprobó en su pleno la misma moción en enero de 2017, y posteriormente el Ayuntamiento de Ávila y la Diputación Provincial de Ávila reclamaron las mismas medidas para la línea ferroviaria entre Madrid y Ávila. Lo que se pide es, en primer lugar, la extensión de la línea C-8 de Cercanías Madrid (que actualmente acaba en Cercedilla) hasta Segovia para integrar completamente así toda la línea en la Red de Cercanías Madrid (a semejanza de la línea C-2 que discurre hasta Guadalajara); en segundo lugar se pide la integración de toda la línea en la zona tarifaria C2 del Consorcio Regional de Transportes de Madrid (en las que actualmente están integradas las estaciones guadalajareñas de Azuqueca de Henares y Guadalajara); en tercer lugar se pide la realización de ciertos servicios semidirectos tipo CIVIS en el recorrido entre Cercedilla y Madrid-Chamartín para abreviar el recorrido entre las localidades segovianas y Madrid capital; en cuarto lugar se pide la eliminación del obligatorio transbordo en Cercedilla impuesto en mayo de 2013 a una línea que con anterioridad realizaba el servicio con carácter directo; y en cuarto lugar se pide el restablecimiento de los servicios recortados y eliminados en mayo de 2013. Dichas peticiones también han sido respaldadas y realizadas por la Diputación Provincial de Segovia
Desde el año 2012 discurre también por esta línea un servicio especial de turismo denominado Tren Histórico Río Eresma, siendo recorrida la vía por el histórico modelo UT 440 096 (conocido como "la azulona") entre las estaciones de Madrid-Chamartín y Segovia. Este servicio está organizado por la Asociación de Amigos del Ferrocarril de Madrid.
También desde el año 2011 la segoviana asociación cultural Plaza Mayor realiza anualmente en la línea un acto cultural denominado El tren de las emociones, el cual consistente en viajar recorriendo la línea desde Segovia hasta el apeadero de San Rafael o La Estación de El Espinar ataviados con los ropajes que se utilizaban antiguamente en el ámbito ferroviario. Este acto reivindica la continuidad de la línea convencional Segovia - Madrid y también, en palabras de la Asociación, “recordar tiempos pasados en los que el tren servía como medio de transporte para unir pueblos y ciudades, y también como medio de convivencia a la hora de relacionarse con los demás”.

#### Apeadero de San Rafael
San Rafael cuenta con un apeadero ferroviario que forma parte de la línea 110 de ADIF Villalba-Segovia, por la cual presta servicio la línea 53 de Media Distancia Madrid-Segovia con servicios Regionales cadenciados gestionados por Renfe Media Distancia que dan continuidad a la línea ferroviaria desde Cercedilla hasta Segovia, enlazando con la línea C-8 de Cercanías Madrid. Todos los servicios tienen parada en San Rafael. La estación fue profundamente rehabilitada en 2009, si bien el interior está cerrado al público.
| procedencia/destino | < anteriores estaciones | Línea                       | siguientes estaciones > | destino/procedencia | Operador |
| ------------------- | --- | --------------------------- | --- | ------------------- | -------- |
| Segovia             | - La Estación de El Espinar - Los Ángeles de San Rafael - Otero de Herreros - Ortigosa del Monte* - Navas de Riofrío y La Losa - Segovia | Línea 53 de Media Distancia | - Gudillos (San Rafael)* - Tablada* (↑ \| ↓) - Cercedilla - Los Molinos - Collado Mediano - Alpedrete - Los Negrales - Collado Villalba - La Navata (Galapagar) - Torrelodones - Las Matas (Las Rozas) - Pinar de Las Rozas - Pitis - Mirasierra-Paco de Lucía - Ramón y Cajal - Madrid-Chamartín - Madrid-Nuevos Ministerios - Madrid-Recoletos - Madrid-Atocha | Madrid-Atocha       |          |

### Abono de Transportes
San Rafael está incluido en el Convenio de Transportes firmado entre las comunidades autónomas de Castilla y León y Madrid. Gracias a este Convenio el abono mensual de la empresa concesionaria que une San Rafael con Madrid (actualmente Avanzabus) tiene un precio mucho más reducido del que la propia empresa podría establecer, ya que en su mayor parte es subvencionado por ambas comunidades autónomas. Por ello, gracias a este Convenio se facilita la comunicación y la movilidad entre las diferentes localidades de las provincias de Segovia y Ávila que lindan con Madrid, incluidas las dos capitales provinciales. Se busca así evitar que los habitantes de dichas localidades se vean obligados a emigrar a Madrid, intentando evitar la despoblación de la región. Esto se debe a que la práctica totalidad de las personas que utilizan el transporte con Madrid mediante el abono mensual lo hacen para trabajar y estudiar en la capital, yendo y viniendo en el mismo día. Un claro ejemplo de migración pendular.
Igualmente, el ferrocarril Regional Media Distancia de la línea Segovia - Madrid, que tiene parada en el apeadero de San Rafael, también está incorporado al Convenio de Transportes, lo que supone una rebaja del abono mensual de Renfe de en torno al 50% del precio original.
Sin embargo, la modalidad vigente del Convenio es ampliamente criticada por los segovianos y abulenses, quienes reclaman a la Junta de Castilla y León la firma de un nuevo Convenio de Transportes con Madrid de similar naturaleza al que tienen suscrito Madrid y Castilla-La Mancha. El objetivo es integrar las provincias de Segovia y Ávila en el Consorcio Regional de Transportes de Madrid, concretamente en la zona tarifaria C2 para el transporte ferroviario y en las zonas tarifarias E1 y E2 para el transporte por carretera (autobús), y acabar así con la grave discriminación de derechos el transporte en comparación con los que disfrutan los castellano-manchegos de las provincias de Cuenca, Guadalajara y Toledo.

### Otros transportes
Los trenes de larga distancia y AVE se ofrecen desde la estación segoviana de Guiomar (a 32 km.) y la madrileña Estación de Atocha (a 66 km.). Los servicios de transporte aéreo se brindan desde el madrileño Aeropuerto Internacional Adolfo Suárez Madrid-Barajas, a 74 km de San Rafael.

## Monumentos

### Monumentos religiosos
- Iglesia de San Rafael Arcángel.

Entre 1953 y 1960 tiene lugar la construcción de la actual iglesia de San Rafael, siguiendo los planos del arquitecto García de Pablos, sobre el solar que ocupaba la capilla de las Damas Negras, una congregación religiosa asentada en San Rafael desde 1909. La capilla de las Damas Negras se edificó en 1910 y fue demolida aproximadamente en 1920 para construir, lo que se ha denominado por la Asociación Centenario, la "iglesia de transición". Un templo que sobrevivió entre los años 1920 a 1950 y del que hoy, únicamente, se conserva la nave central, los arcos escarzanos apoyados en canes de granito y las vidrieras laterales de San Pedro y San Pablo que antes se localizaban junto al altar. El ábside semicircular de esta iglesia contaba con unos espectaculares frescos del pintor levantino Remigio Soler. Por problemas estructurales, en los años 50 se demolió la fachada y el ábside de la iglesia de transición, construyéndose el actual cimborrio de madera, el coro, el campanario, las capillas laterales del Santísimo y San Rafael y el baptisterio.  
Situada en la calle Gil Becerril, destaca por la sobriedad y sencillez de sus líneas y una total armonía con la arquitectura tradicional de la zona, conjugando el granito, la forja de hierro y el blanco de su fachada.
Es un edificio de una sola nave con crucero que destaca tanto en planta como en alzado a la que se adosan la torre, el baptisterio, la sacristía y las capillas. Hasta el año 2010, en que una tormenta la hizo desaparecer, el campanario estaba presidido por una veleta en forma de demonio caído .
- Ermita de la Virgen del Carmen.

Situada en el paraje conocido como Arroyo Mayor, a los pies del Alto del León (en el km. 61 de la carretera N-6), la construcción de esta ermita fue ideada en 1915. Es una pequeña ermita edificada en piedra de granito y techumbre de teja a dos aguas que cuenta con un pequeño pórtico de entrada que cobija al visitante. La construcción de la ermita se inició en el año 1916, concluyendo en 1918. Su más notable impulsora fue Clara Lengo y Gargollo, Duquesa de Bivona, quien solicitó de las familias más pudientes de la colonia de San Rafael las aportaciones económicas necesarias para ejecutar la obra. La gran mayoría de los veraneantes acudieron en ayuda del proyecto, entre ellos los Menéndez Pidal, Goyanes, Primo de Rivera, Pagnon, Elizalde, Serratacó, Negre, Palacios, Escolar, Echegoyen, Bolívar, etc. En reconocimiento a la generosidad de las familias y de los hoteles (Ave María, Villa Ángeles, La Choza...), se realizaron inscripciones con sus nombres en los bancos de la ermita, las cuales aún hoy se conservan. También el guitarrista Andrés Segovia participó en su financiación mediante un concierto, patrocinado por Clara Lengo y ofrecido en Segovia. Incluso el mismo rey Alfonso XIII entregó, como aportación al proyecto, un verre d´eau de cristal tallado con vermeil de Casa Ansorena, para que fuese rifado en coordinación con la Lotería Nacional de 21 de noviembre de 1918. Con lo recaudado se acometieron los últimos pagos de construcción de la ermita, cuya factura ascendió a 8899,80 ptas. Una ermita de la que la propia Duquesa decía que era “para mi San Rafael”.
El Proyecto fue certificado por Romualdo de Madariaga y Céspedes, arquitecto de la Real Academia de Bellas Artes de San Fernando. En su ejecución, por problemas económicos, se eliminaron algunos detalles como el coro, la rejería, el pórtico de cuatro columnas o el rosetón frontal. La ermita se inauguró por el obispo de Segovia, Remigio Gandásegui, el día 8 de agosto de 1918. El 19 de julio de 2014 se inauguró junto a la ermita la fuente del centenario, poniéndose sobre ella una imagen de la virgen del Carmen y acompañándola una placa con la historia de la ermita. Las escaleras, a ambos lados de la fuente, también poseen una importancia histórica, pues por ellas se accedía a la pradera de la ermita desde la antigua carretera ya que inicialmente no existía ningún puente sobre Arroyo Mayor. Los adornos en forma de bola proceden de los hastiales de la iglesia de transición de San Rafael, demolida parcialmente para construir la actual iglesia parroquial. En el año 2014 el Ayuntamiento de El Espinar y la Asociación Cultural Centenario (ACCE) acordaron la recuperación de las escaleras tradicionales e instalaron la mencionada fuente del centenario. En palabras de la Asociación:

"Con ello profundizamos las raíces culturales e históricas de una tierra de la que somos herederos de su pasado y deudores de su futuro. De tus mayores, imita sus virtudes"

### Monumentos civiles
- Las Miras.

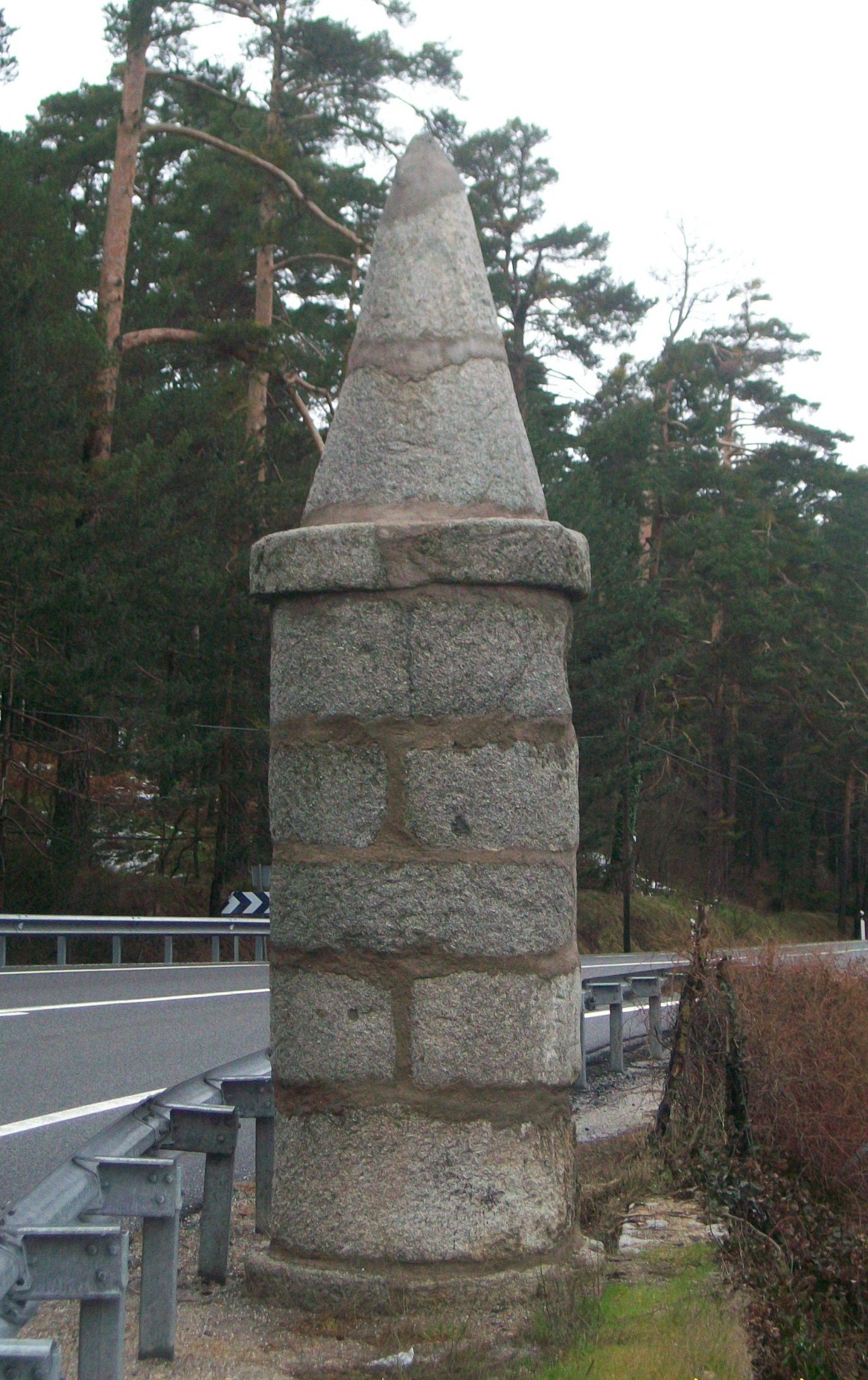
Una de las miras sanrafaeleñas en la bajada del Alto del León

Las miras (también denominados picutos) son pináculos de piedra de cuerpo circular y cabeza triangular que se posicionaron en la antigua carretera del siglo XVIII con el objetivo de señalizar pasajes de la calzada que la nieve podía hacer dudosos. También existe la teoría de que las miras cumplían la función de impedir el paso, unidos con cadenas por la noche, para evitar el robo de madera, la caza furtiva y el esquivar el pago del peaje establecido. Las miras aún perduran hoy en día desde la bajada del Alto del León por la vertiente segoviana hasta casi llegar a la localidad de Villacastín. Son indudablemente los elementos emblemáticos del paisaje urbano de San Rafael, símbolo por excelencia de la localidad.
- Monumento del Bicentenario de San Rafael.

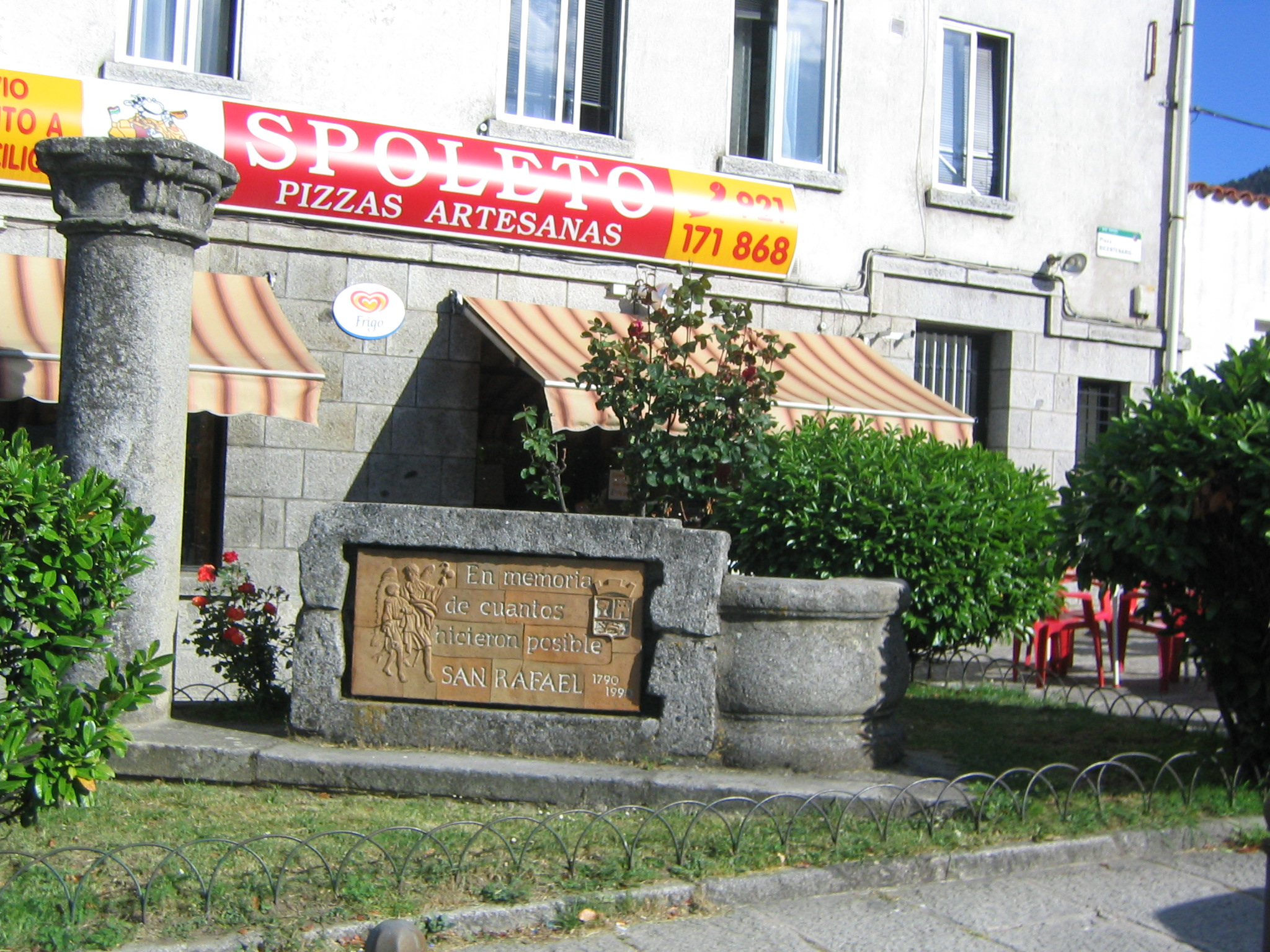
Homenaje al Bicentenario de San Rafael y a sus pioneros

Monumento ubicado en la plaza del Bientenario conmemorando el bicentenario de la localidad de San Rafael y a sus pioneros. Su levantamiento fue dirigido por Antonio Martín Malagón en 1990. Es un monumento de sencillo trazado clásico que se divide en tres partes: a la izquierda una columna, a la derecha una pieza pétrea curva que formaba parte de la antigua fonda que dio origen a la localidad y en el centro una gran placa de barro cocido con las figuras del arcángel san Rafael junto a un caminante, con un lema que reza:

"En memoria de cuantos hicieron posible San Rafael. 1790 - 1990"

- Edificio Albergue Juvenil de San Rafael.

El edificio se construyó aprovechando los sillares de la primitiva iglesia de San Rafael, edificada entre 1787 y 1790 y en estado de ruina tras ser posiblemente parte de la desamortización de Álvarez de Mendizábal. El 3 de octubre de 1921 el Ayuntamiento recoge la petición del coadjutor de San Rafael, Cayo Martín y otras personas de la colonia, quienes solicitaba se dotara de fondos para la reedificación de la iglesia por encontrarse en ruinas. El acuerdo del pleno municipal recoge que el ayuntamiento realizará las gestiones necesarias con el Cuerpo de Montes para la posible concesión de un aprovechamiento extraordinario de pinos para poder remediar esta necesidad. Nada se hizo puesto que poco tiempo después, en 1926, la familia de Juan Polo, propietaria del inmueble, vende el edificio al doctor José Goyanes, que por aquella época residía en el hotel Los Póntigos. Goyanes la desmontó piedra a piedra y trasladó sus sillares en carros hasta una parcela de su propiedad próxima a Arroyo Mayor, donde construyó, bajo dirección arquitectónica del arquitecto Antonio Vázquez Figueroa, su casa en San Rafael. Actualmente el edificio es el albergue Juvenil de San Rafael, perteneciente a la Junta de Castilla y León. Una inscripción en latín realizada en la portada principal reza lo siguiente:

"Esta casa ha sido edificada con las piedras de las ruinas del destruido templo de San Rafael por el doctor en medicina José Goyanes y el arquitecto Antonio Vázquez Figueroa en el año de nuestro señor 1926"

- Hoteles de San Rafael.

Al igual que en Andalucía existen cortijos o en Cataluña hay masías, en San Rafael hay hoteles. El hotel tiene en San Rafael, además de la connotación de hospedaje, una consideración de residencia privada. Y no cualquier residencia, sino de edificios estivales, históricos y señoriales, buena parte de ellos construidos a finales del siglo XIX y principios del siglo XX por acomodadas familias madrileñas y en los que generaciones de sanrafaeleños han encontrado trabajo. Eran pues fuente de ocio y empleo. Los hoteles son edificios habitualmente cúbicos y con varias alturas, rodeados por un amplio jardín inglés. De gruesos muros, sus fachadas poseen ventanales y su cubierta, de madera se inclina a dos o cuatro aguas. En la primera mitad del siglo XX el término «pequeña Suiza» o «la Suiza española» se acuña para nombrar a San Rafael, entre otros motivos, también por estas construcciones enmarcadas en la serranía. En la memoria colectiva de San Rafael se acuñan nombres como Ave María, Villa Ángeles, La Choza, Villa Mercedes, Villa Hígia, Villa Javier, Las Galgas, Villa Gloria, Villa Juan, Villa María, Villa Inglesa, El Patrocinio, etc. para referirse a estas construcciones. Los hoteles son a la antigua colonia de San Rafael tanto como la colonia fue a sus ilustres visitantes, un todo inquebrantable que es parte de esta sierra y de su identidad serrana, de su pasado y de su futuro. Por eso muchos de ellos gozan de una protección administrativa que favorece su conservación a costa del esfuerzo económicos de sus propietarios. Son parte del esplendoroso pasado de San Rafael.
- Monumento a Rafael Alberti.

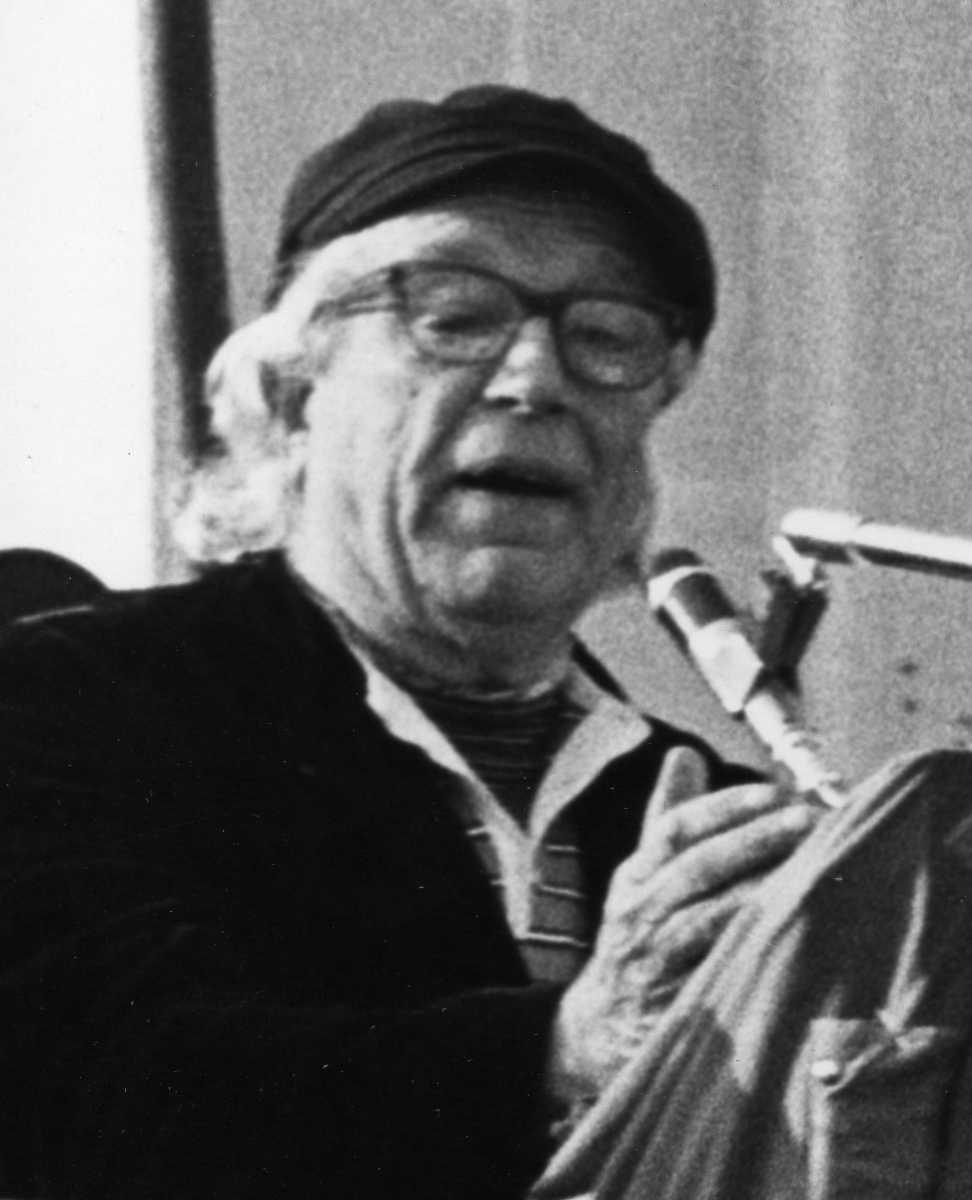
Rafael Alberti

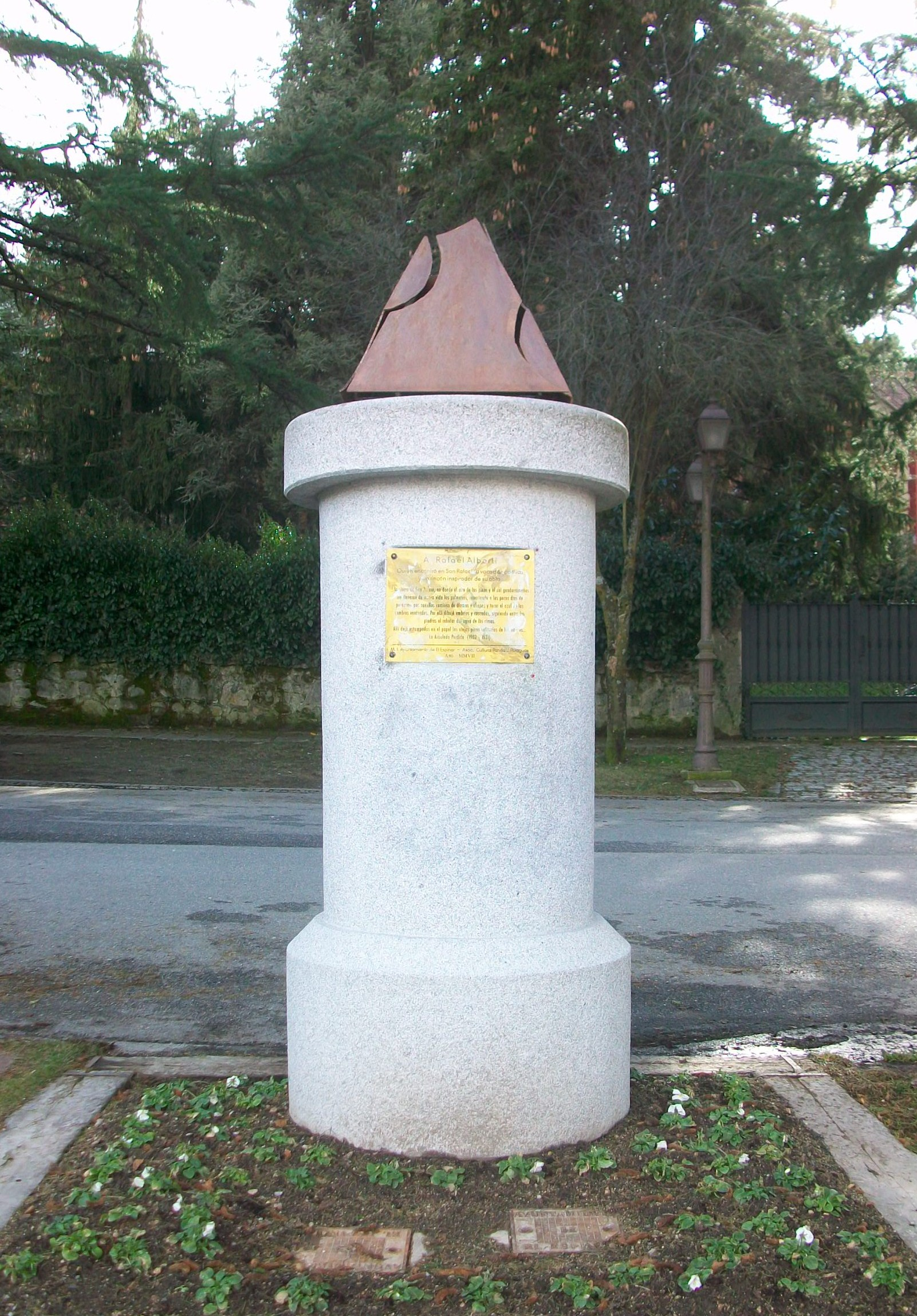
Monumento a Rafael Alberti en San Rafael, sita en el paseo Rivera.

El escritor y poeta de la Generación del 27, Rafael Alberti Merello, llegó a San Rafael en 1918 buscando una mejoría de su dolencia en el pulmón derecho con ayuda del fresco y favorable clima de la localidad. Fue aquí donde encontró el rincón inspirador de su vocación poética, puesto que cuando llegó a San Rafael se dedicaba más a la pintura. En San Rafael escribió «Marinero en Tierra» (obra por la que obtuvo el Premio Nacional de Literatura de España en 1924-25), además de «Los tontos», «El hombre deshabitado», «Sermones y Moradas» y un largo etcétera. En los parajes sanrafaeleños el escritor encontró un hogar que más tarde recordaría en su obra «La arboleda perdida»:

[...] Allí, en aquellas montañas del Guadarrama, repleto el corazón del canto soleado de los pinos, renací a la vida. Se me fue la poca fiebre que me entraba al caer la tarde, aumenté de peso -algo más del debido para un joven poeta- y comencé de nuevo a pasear media hora cada mañana y otra media antes de la puesta de sol [...] Dejaba con tristeza San Rafael, solemne y melancólico, ya sin veraneantes, despoblados los chopos, rodando en remolinos por la carretera sus hojas amarillas. Sentía más mios el sol y el largo silabeo del viento en los pinares. Con los primeros grandes fríos, en los días azules, se recortaban más los montes, presentando un extenso perfil impresionante aquellos que formaban, mirando hacia Segovia, "la Mujer muerta". [...]

La Arboleda La Arboleda Perdida (1912 - 1931)

El 17 de marzo de 2007 se inauguró en la avenida paseo de Rivera un monolito con una placa conmemorativa en recuerdo a la presencia y estancia del escritor Rafael Alberti en San Rafael. Posee la forma de las miras características de San Rafael, es decir, un monolito con la base circular y la cabeza triangular. Tiene insertado una placa en la que figuran unas líneas de su obra literaria «La arboleda perdida», la cual escribió durante su estancia en San Rafael:

[...] la Sierra de San Rafael, en donde el aire de los pinos y el sol guadarrameños me llenaron de nueva vida los pulmones, renaciendo a los pocos días de perderme por aquellos caminos de álamos y chopos y tocar el azul de las cumbres ventadas. Por allí dibujé umbrías y cascadas, siguiendo entre las piedras el rebotar del agua de las cimas.
Allí dejé estampados en el papel los viejos pinos solitarios de las alturas [...]

La Arboleda Perdida (1912 - 1931)

## Cultura y deportes

### Marchas y paseos

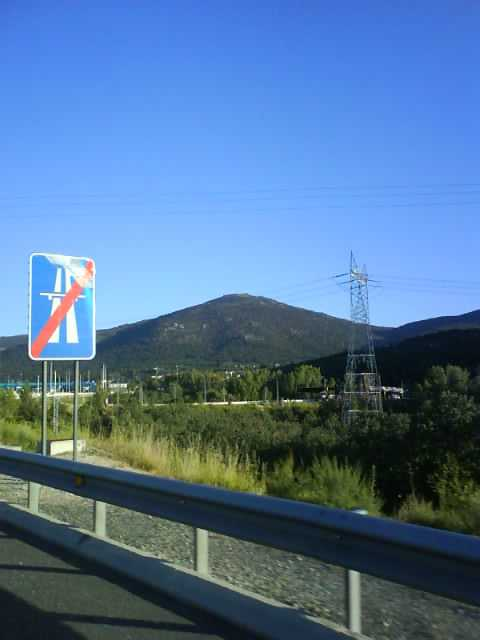
Cueva Valiente desde la AP-6.

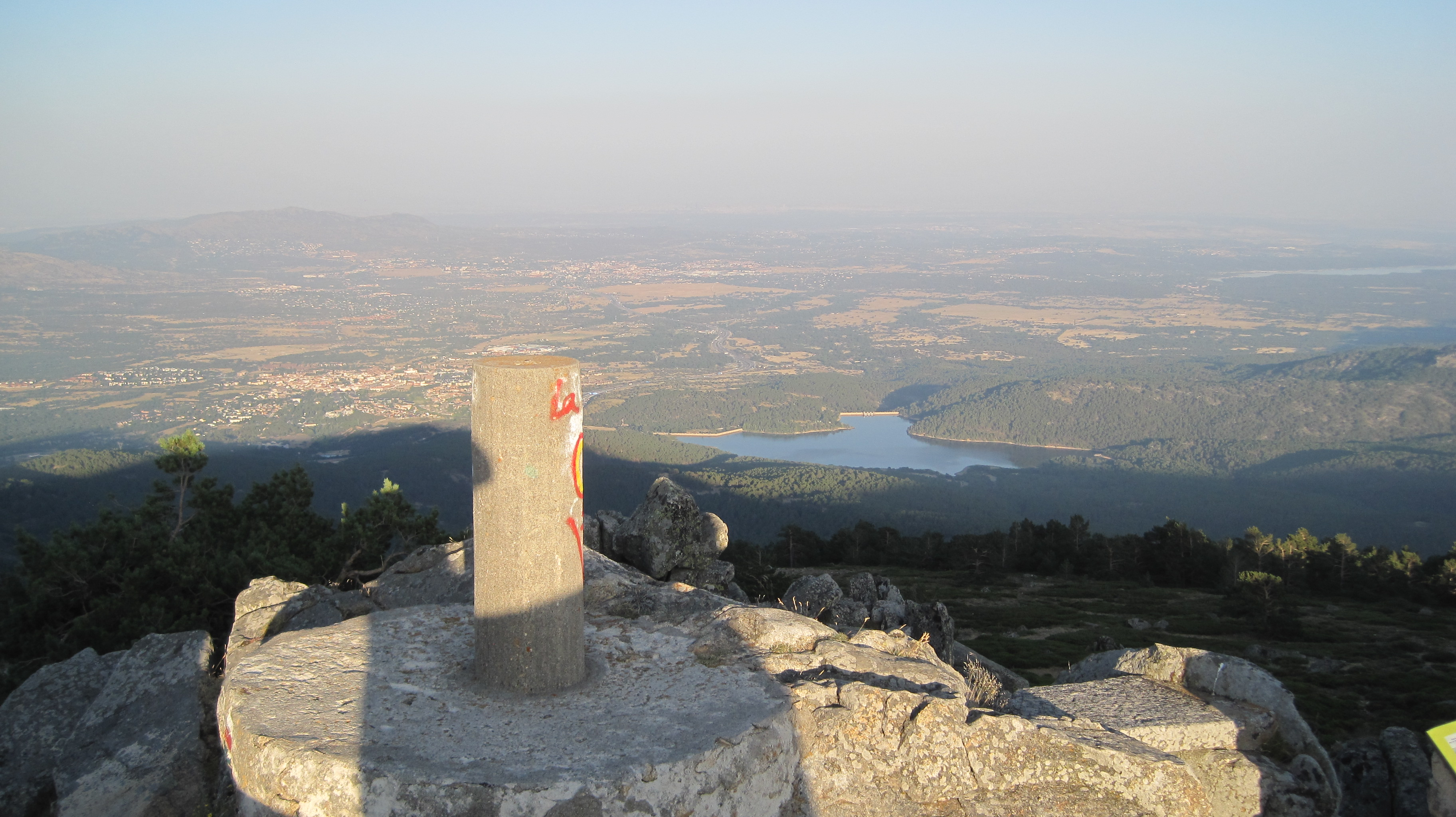
Vértice geodésico en la cumbre de Cabeza Líjar, punto del primer control de la Marcha a las Tres Cumbres, desde donde se disfrutan espectaculares vistas a la meseta madrileña.

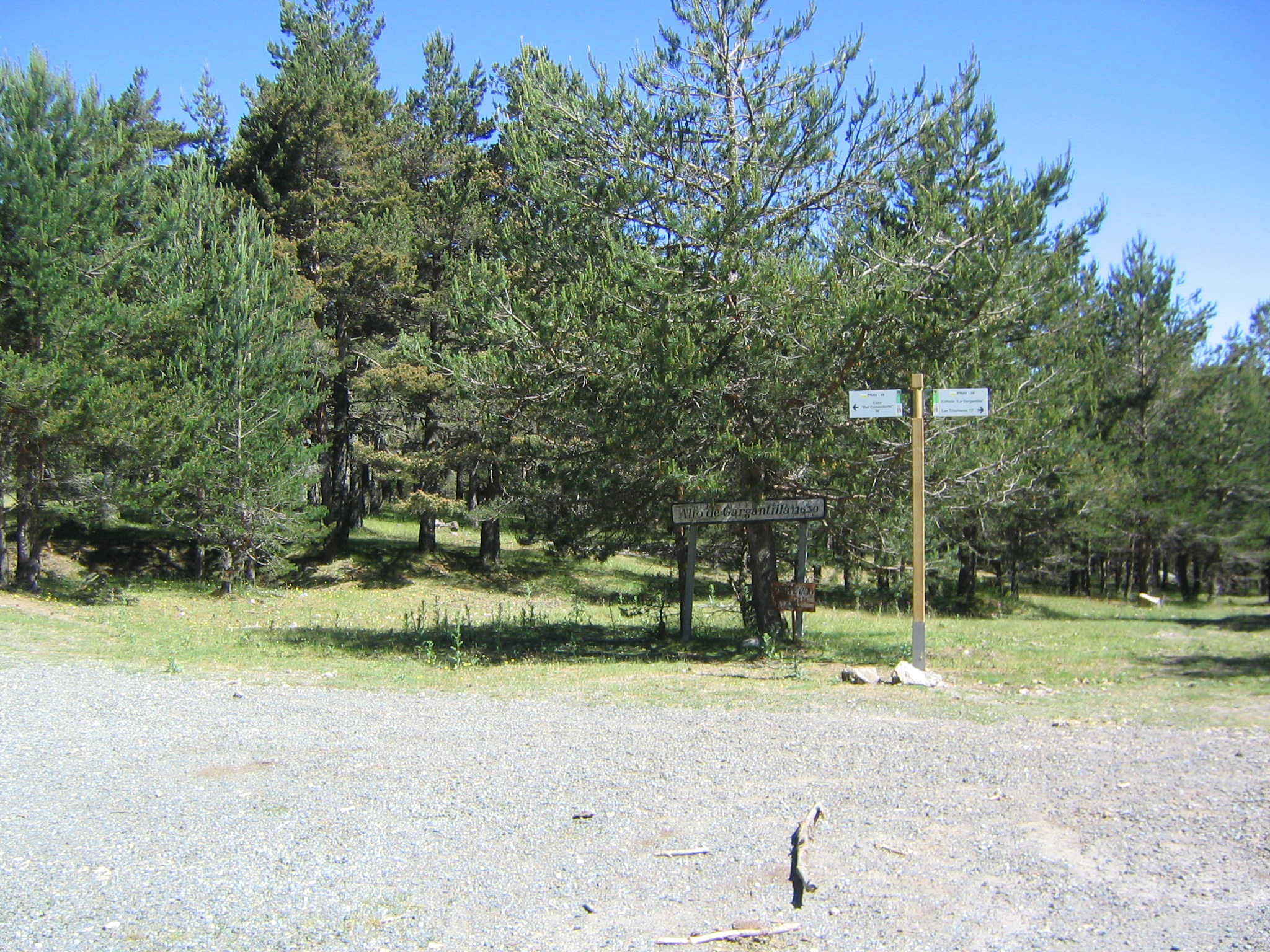
Collado Gargantilla.

Los parajes de San Rafael, la gran mayoría pertenecientes al parque nacional de la Sierra de Guadarrama, proporcionan la posibilidad de realizar diferentes marchas por sus montes y cumbres. La altitud de partida y las posibilidades de acercamiento a las cumbres proporciona la oportunidad de acceder a cumbres de más de 2000 m sin muchas dificultades. El propio Ayuntamiento ha realizado un catálogo de marchas que permiten un conocimiento profundo de sus campos y de su diversidad. Estas son, entre otras muchas:
- Marcha de las tres cumbres.[35]

Se realiza en uno de los últimos sábados de agosto. Se comenzó a realizar en 1989 por la asociación el Arcángel y con el paso de los años se ha convertido en una marcha muy popular en toda Castilla y León en la que participa gente de las más diversas regiones de España, llegando en el año 2009 a reunir a más de 500 participantes. Se sale de la plaza de Castilla en San Rafael por la avenida Alto del León, y cuando se llega a las piscinas municipales, se gira a la derecha buscando la subida a la Peña del Águila y de allí al Collado Hornillos, y de éste al de La Mina para alcanzar la cumbre de Cabeza Líjar (1824 m), pasando allí el primer control. Esta cumbre posee un precioso y excelente mirador en el que se ofrece unas increíbles vistas desde el que se puede ver el valle de Cuelgamuros con la basílica del Valle de los Caídos y, al fondo, toda la ciudad de Madrid. El siguiente control se establece en la cumbre La Salamanca, de la misma altitud que Cabeza Líjar. Desde La Salamanca se desciende al paso de Collado Hornillos estableciéndose aquí el tercer control y donde se suele parar a descansar y se le ofrece al concursante un refrigerio y aperitivo. Se contiunúa con la subida a Cueva Valiente, de 1903 m de altitud, donde se ficha en el cuarto control. En esta cumbre, la más alta de la marcha, se puede disfrutar de unas preciosas vistas de la sierra, la meseta madrileña y segoviana. De esta cumbre se pasea por los restos de la pequeña carretera que sube desde Peregrinos hasta el Collado de Gargantilla, desde donde siguiendo el cauce del arroyo del mismo nombre, se retorna a la plaza de Castilla en San Rafael, lugar desde donde se partió y donde se ficha en el último control. Allí se le obsequia a cada participante con un regalo de recuerdo.
- Marcha del Arcipreste de Hita.[36]

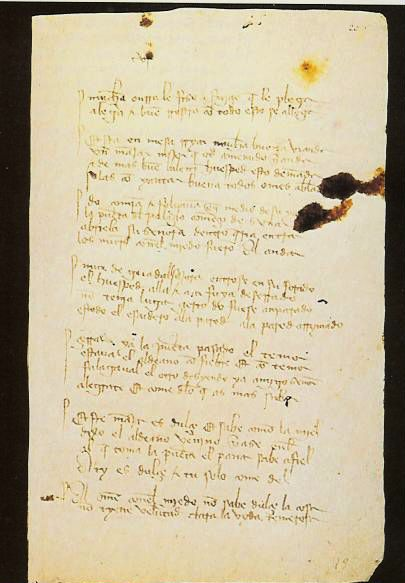
Página de uno de los manuscritos del Libro de buen amor, conservada en la Biblioteca Nacional de España.

Saliendo, bien de La Estación de El Espinar o de San Rafael, se recorren los caminos que recorrió el arcipreste de Hita y que narra en su Libro de buen amor. El itinerario es el siguiente: se parte de la estación y se va hacia la zona de La Panera, hasta donde estuvo la venta del Conejo. El arcipreste de Hita decía así:

Por la venta del Conejo
primer día de la semana

a mitad del vallejo
encontreme a una serrana

De allí se sigue subiendo el valle del Moros hasta Las Campanillas, desde donde se comienza a subir hacia el cordal de la sierra de Guadarrama. Llegamos a la altura de la crestería, que queda cerca de la Tablada, donde dijo el arcipreste: 

Cerca de la Tablada
La sierra pasada
falleme con Aldama
a la madrugada

 De aquí pronto se llega a la Peña del Arcipreste y a su monumento, donde se puede encontrar y leer un ejemplar del Libro del buen amor y dejar nuestras impresiones escritas. Durante el recorrido es común hacer ciertas paradas en zonas señaladas en las que los organizadores recitan versos del arcipreste.

Vista general de San Rafael y su entorno paisajístico, en donde se pueden observar también El Espinar a la izquierda, La Estación de El Espinar frente San Rafael, Los Ángeles de San Rafael al fondo, los túneles de la autopista AP-6 y el Alto del León, ambos a la derecha de la imagen, etc.

- Marcha de la fuente del Deseo y de la Dehesa Chica.[37]

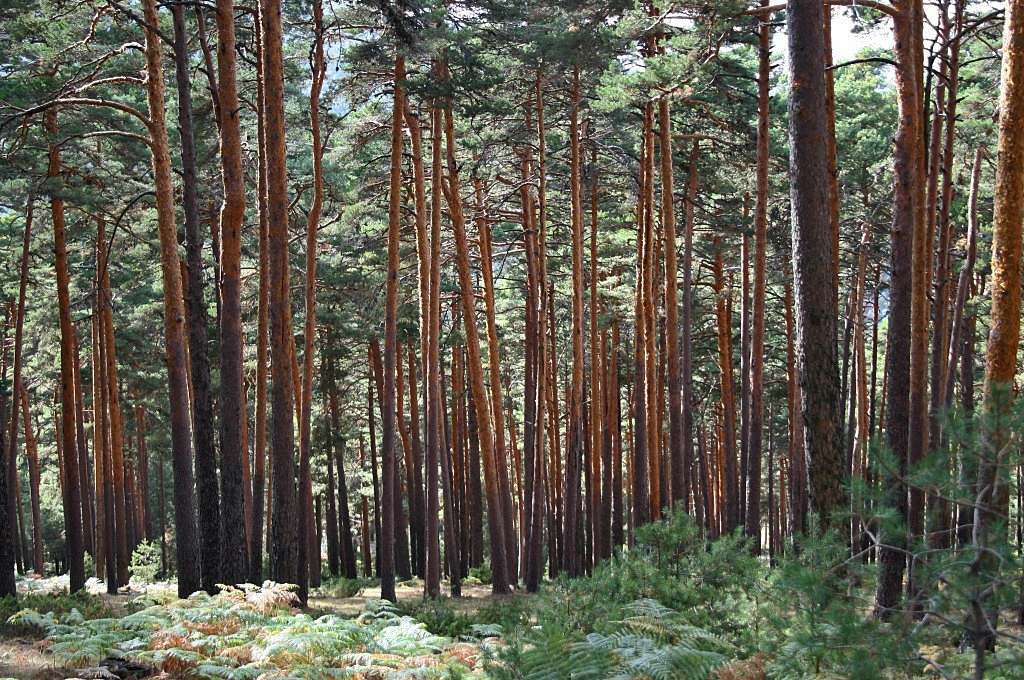
Bosque de pino silvestre con sotobosque de helecho. Esta combinación de especies vegetales es la más abundante en la sierra sanrafaeleña.

En menos de dos horas de marcha se recorren las principales fuentes que existen entre los pinos que suben por la sierra desde San Rafael. Saliendo de la plaza de Castilla en el corazón de San Rafael, encaminándose ladera arriba hacia la cumbre de Cueva Valiente, se puede localizar la pequeña carretera que recorre la ladera desde San Rafael hasta El Espinar. Dirigiéndose al Espinar se encuentra el arroyo que baja desde Cueva Valiente, el de Gargantilla. A su lado, un poco más abajo, se encuentra la primera de las fuentes, llamada El Cadete. Volviendo a la carretera, aparece el cartel indicador de la fuente de Peña Morena. Volviendo hacia atrás por dicha carretera, se llega a la Fuente de la Yedra y a la Fuente de la Virgen de las Nieves, y luego a la Fuente del Avellano que se esconde entre Cerca de los Guindos y el Prado Acero. Al bordear este terreno de Cerca de los Guindos hasta llegar, de nuevo, al arroyo de la Yedra justo a la altura de la Fuente de la Botella y bajando al lado del arroyo, se ubica la Fuente de la Teja, ya cerca del núcleo de San Rafael. También es posible hacer una extensión del recorrido para llegar hasta la Fuente de la Torera.
La Dehesa Chica o Bayal es una finca comunal destinada al pasto del ganado En la actualidad el ganado que anda por ella es vacuno y caballar, aunque antiguamente en dichas tierras había ovejas destinadas a la producción de lana. Se ubica a un kilómetro del pueblo vecino de El Espinar hacia el oeste, al comienzo del valle del Voltoya y los Campos Azálvaros. Como en el caso anterior, el recorrido es de escasamente dos horas. Se sale de El Portalón, la altura que corona el pueblo, dirigiéndose hacia la carretera de Ávila (SG-500), que es uno de los límites de la Dehesa Chica dejándola a la izquierda. Luego de seguir, se encuentran las ruinas de Santo Domingo y su arco, establecimiento que aparece nombrado ya en el siglo XIII. Luego se pasa al lado de La Tejera, que da nombre a la zona y al arroyo que pasa por ella. Un kilómetro después se coge la senda de la izquierda, el Camino del Romero, emprendiendo la vuelta al punto de partida. Por este camino se pasan por algunos sitios singulares, destacando que en el camino la vegetación es diferente a la que es común en el resto del municipio (el pino silvestre) que aquí dará paso al roble altar, a los piordos y las retamas.
- Marcha de la Garganta del río Moros.

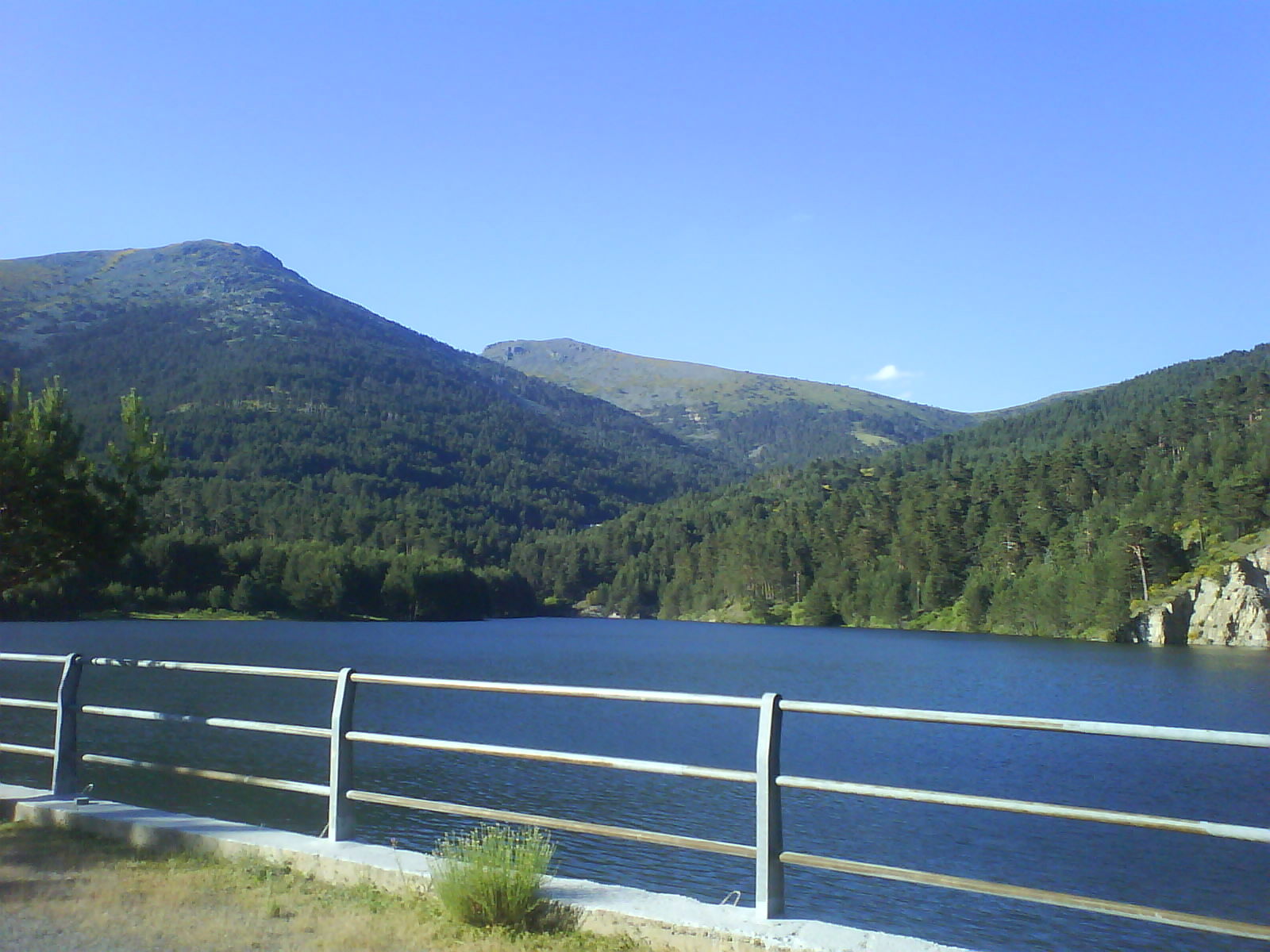
Vista de La Garganta (con el pico del Oso de fondo) desde el embalse "El Tejo" de San Rafael.

Al final del valle del río Moros está La Garganta, donde se cierra el valle bajo los picos del Montón de Trigo y el pico del Oso. Esta zona suele permanecer cerrada, incluso para peatones, los meses de verano por motivos de prevención de incendios forestales.
Se sale de San Rafael hasta la puerta de Las Campanillas. De allí se sigue por la derecha hasta un pequeño embalse que forma el arroyo de La Gangatilla, donde se sigue hasta el Collado de Cerromatejo que separa La Peñota de la Peña del Águila. Una vez en el collado, se baja de muevo hasta la carretera que va hacia el embalse El Tejo y que rodea toda la cabecera del valle, volviendo por la otra ladera y regresando a la zona de ocio de La Panera.
También es posible cruzar por la senda que sale a la derecha de la carretera al lado del embalse de La Gangatilla para alcanzar la otra ladera y volver hacia La Panera y de allí al punto de partida. En este recorrido se atraviesan varios bosques en donde se pueden ver, todavía, chozos (chabolas) que dieron cobijo a los Gabarreros (trabajadores que realizaban labores de aprovechamiento del monte y sus recursos).

### Gastronomía
La gastronomía sanrafaeleña es la propia de la provincia de Segovia añadiendo un toque serrano. En la localidad se pueden degustar los típicos platos procedentes de toda la provincia: destacan los asados, bien sean de cordero (destacando el cordero procedente de Sepúlveda) o de ganado vacuno; los emblemáticos judiones de La Granja procedentes de la vecina localidad de La Granja de San Ildefonso; el chorizo de Cantimpalos procedente de Cantimpalos, el típico ponche segoviano, el lechazo asado; la trucha; la gran oferta micológica de los montes sanrafaeleños; las variadas tapas de los numerosos bares y restaurantes de la localidad, etc. Sin embargo el plato más destacado es el típico cochinillo segoviano, el cual se pueden encontrar en los diferentes restaurantes de San Rafael, contando alguno de ellos con alguno de los mejores hornos de asar de la región.
El acento serrano hace destacar también la riqueza micológica del entorno, pues las montañas que circundan la población son muy ricas en especies micológicas como el níscalo, los boletos o el champiñón, entre otras muchas especies. También ha sido habitual en la gastronomía la caza con especies como la perdiz o el conejo, y la pesca, con unas ricas truchas habituales de los ríos más caudalosos de la población. Pero siempre ambas a pequeña escala, sin posibilidad de desarrollo industrial y con especial protección administrativa.
El entorno de San Rafael no posee buenas condiciones climáticas para la agricultura, por lo que no destaca en ese aspecto, a pesar de haber algunos huertos pero a título particular y no industrial.
|                       |
| Cochinillo segoviano. |

|          |
| Níscalo. |

|                   |
| Ponche segoviano. |

|                |
| Lechazo asado. |

|                       |
| Judiones de La Granja |

## Fiestas

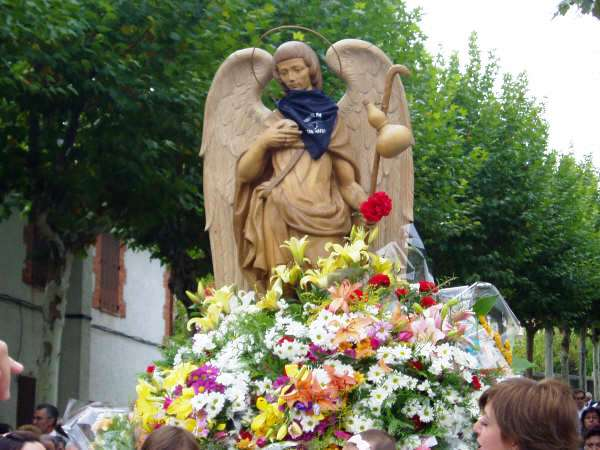
El Arcángel san Rafael, patrón de la localidad.

Durante el primer fin de semana de marzo se celebra la Fiesta de los Gabarreros, profesión de antaño relacionada con el aprovechamiento del monte. En esos días se desarrollan actos lúdicos (corta de troncos horizontal y vertical, desrame y pela de pinos, tala de árboles, arrastre de troncos con caballos,...); concursos, como el de coplas; exposiciones y las jornadas gastronómicas en restaurantes de la localidad con variados y apetitosos menús relacionados con la gabarrería.
A mediados del mes de agosto se celebra la Feria de Artesanía, de ámbito nacional y habiendo sobrepasado ya las XXX ediciones.
Pero las fiestas grandes de la localidad son en honor de su patrón: san Rafael Arcángel, las cuales se celebran desde 2012 durante la semana correspondiente al último fin de semana de julio. Con anterioridad se celebraban el último fin de semana de septiembre, pero debido al mal tiempo que tiene lugar durante esas fechas, se decidieron cambiar tras una consulta popular realizada por el Ayuntamiento. A pesar del cambio de fechas, en septiembre se celebran dos días de fiestas patronales en honor al patrón de la localidad durante el día de san Rafael Arcángel, el 29 de septiembre, vistiéndose la localidad de gala y celebrándose una gran misa en honor al Arcángel y su procesión.
Hasta 2012, cuando las fiestas se celebraban en el mes de septiembre, el último sábado de las mismas se celebraba a partir de las 12 de la noche y hasta altas horas de la madrugada, en el campo de fútbol municipal "Los Pinos", la "verbena típica del Teo", una famosa macroverbena dirigida a los jóvenes en la que se hacía una gigantesca hoguera y en cuyo alrededor se congregaban las diferentes grandes orquestas que amenizan la verbena, en la que en el año 2009 se dieron cita más de 5000 jóvenes provenientes de cualquier punto de España. Sin embargo, el cambio de las fiestas al mes de julio ha provocado el final del "Teo" en San Rafael debido al elevado riesgo de incendios.
En definitiva, San Rafael cuenta con multitud de fiestas con verbenas, concursos, juegos, bailes tradicionales, vaquillas, festivales taurinos y buen ambiente para gente de cualquier edad.

## Ciudades hermanadas
| Ciudades hermanadas |                 |        |                                                     |        |
| País                | Ciudad          | Escudo | Web de la ciudad                                    | Imagen |
| Portugal            | Gueifães (Maia) |        | Ayuntamiento de Maia Junta de freguesia de Gueifães |        |

## Personas destacadas
Entre los personajes más ilustres que han nacido, residen o han residido en San Rafael destacan: los cinco expresidentes del Gobierno Adolfo Suárez (residente en Cerrillos Redondos), José Giral (residente en San Fernando), Alejandro Lerroux (residente en El Rosario), Miguel Primo de Rivera (residente en La Choza) y Juan Negrín; además de Alberto Aguilera, Rafael Alberti, Ramón J. Sender, Ramón Menéndez Pidal, Miguel Fleta, Massiel, la familia Gil de Biedma, la familia de La Serna, los compositores Ruperto Chapí
y Gerónimo Giménez, Nicolás González Ruiz, Antonio Abad Ojuel, Antonio Fraguas Saavedra, José Manuel Martín, Juan de Ávalos y Taborda, el conde de Gamazo, el marqués de Cautela, Ava Gardner, Concha Piquer, Luis Miguel Dominguín, Massiel, Valeriano Weyler, el exministro y natural de San Rafael Rafael Calvo Ortega, la exsenadora y exeurodiputada Francisca Sauquillo, el periodista Fernando Rodríguez Lafuente, la actriz María Tubau y su marido el dramaturgo Ceferino Palencia, el músico Carlos Núñez, el cantante Patxi Andión, el futbolista del Real Madrid y natural de San Rafael Luis Sorribas Moya (1944-2020), así como la exalcaldesa de Madrid Manuela Carmena.

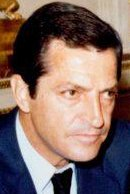
Adolfo Suárez González
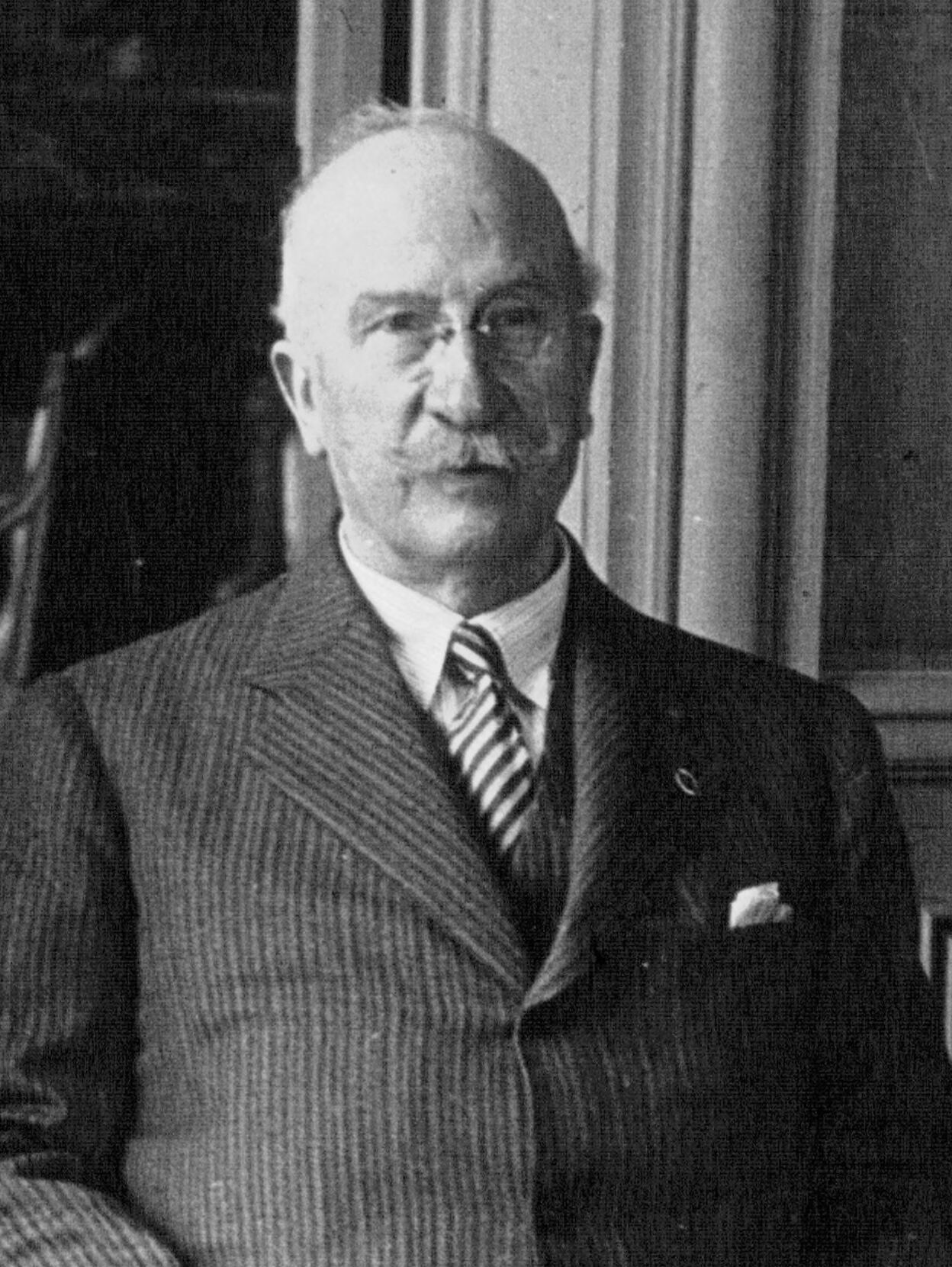
Alejandro Lerroux García
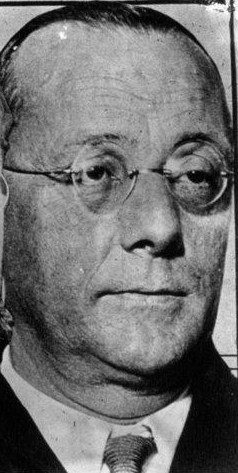
José Giral Pereira
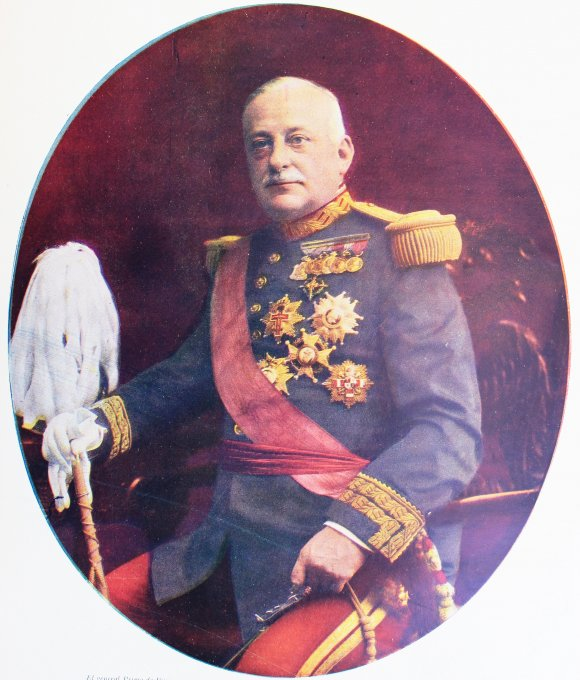
Miguel Primo de Rivera
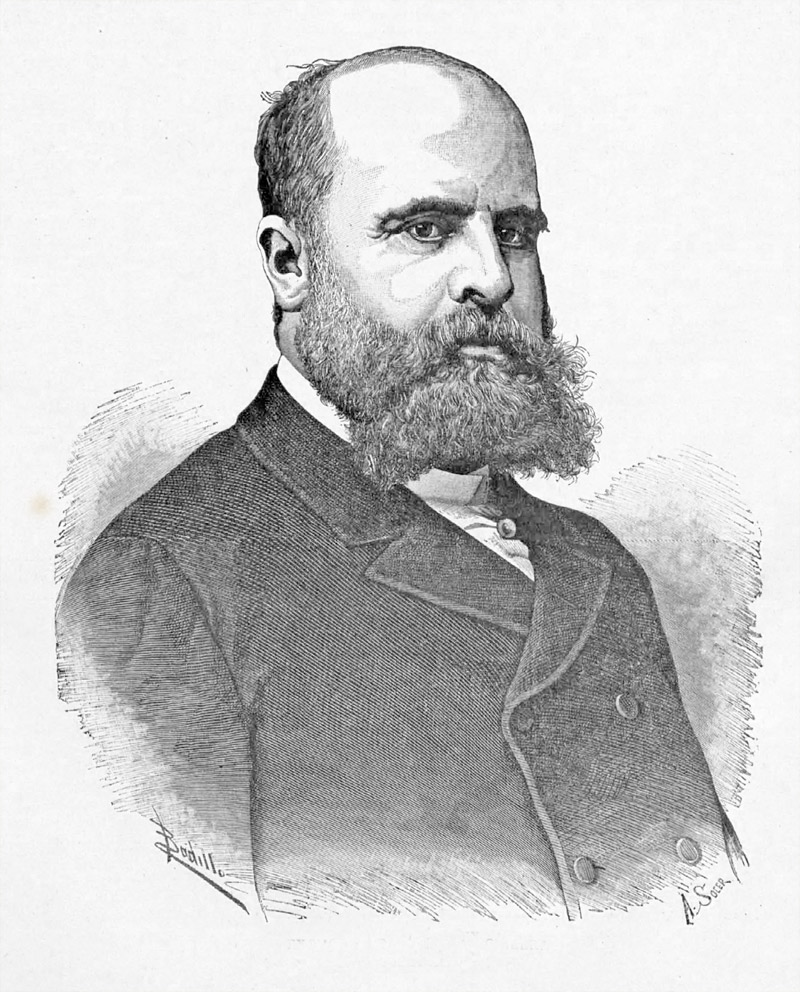
Alberto Aguilera y Velasco
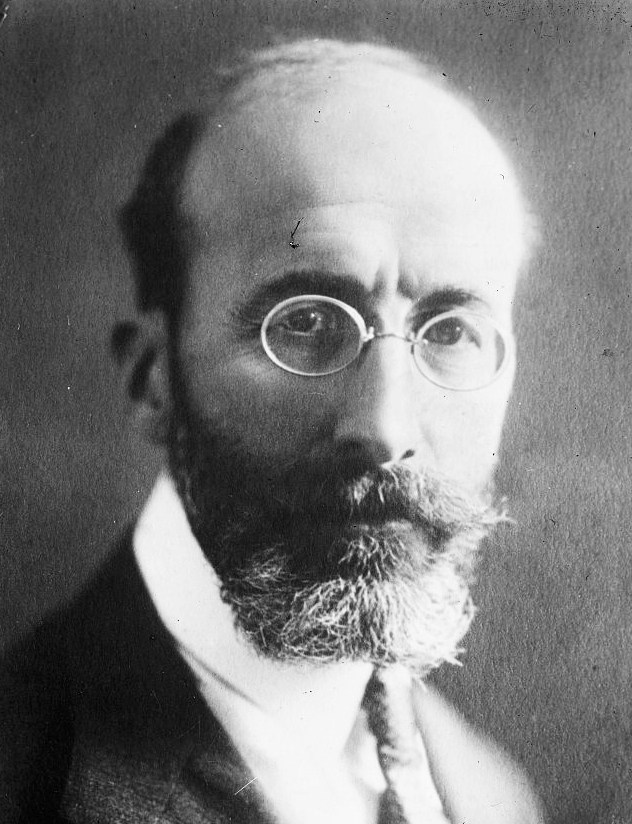
Ramón Menéndez Pidal
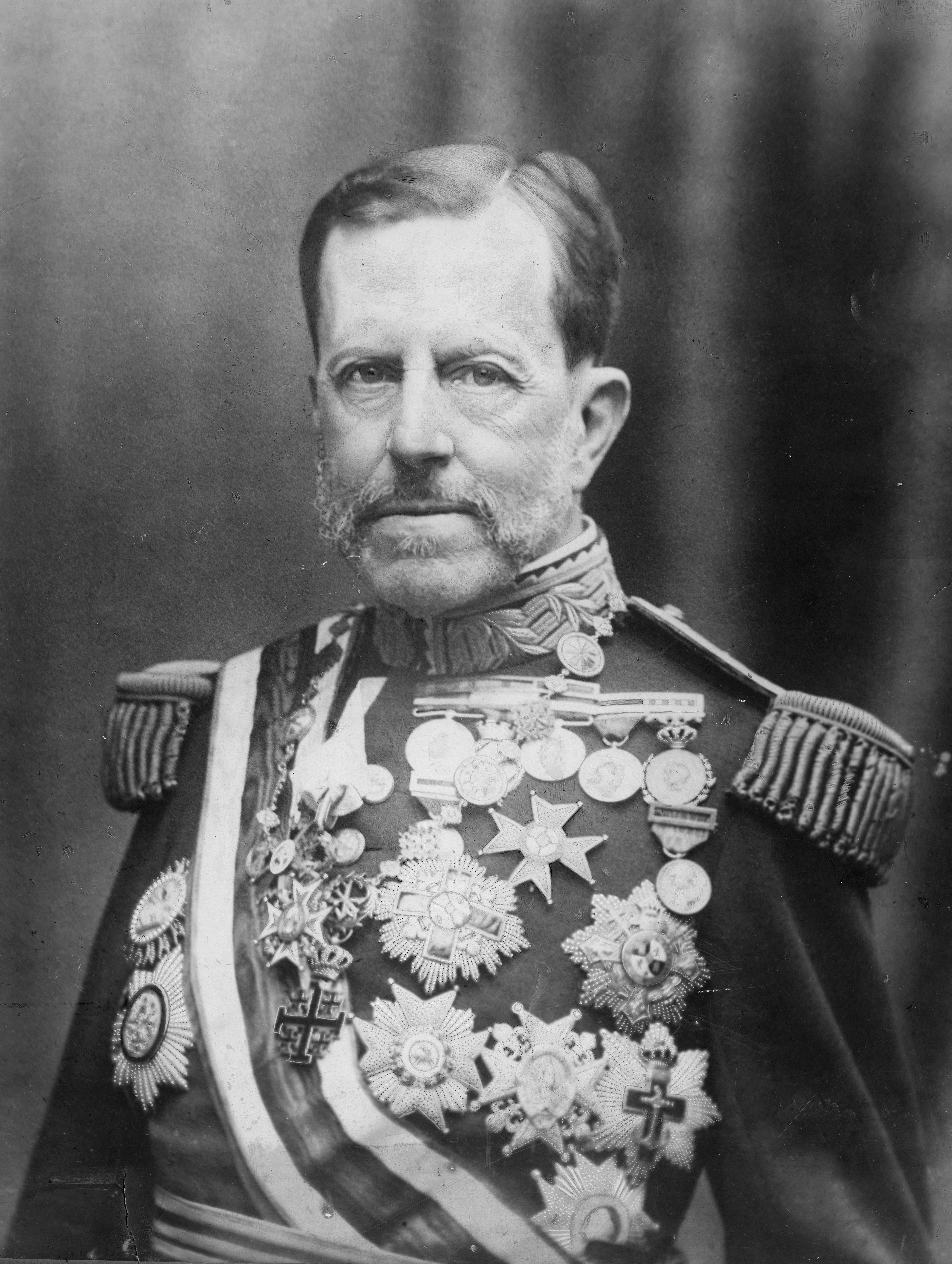
Valeriano Weyler(residente en El Bohío)
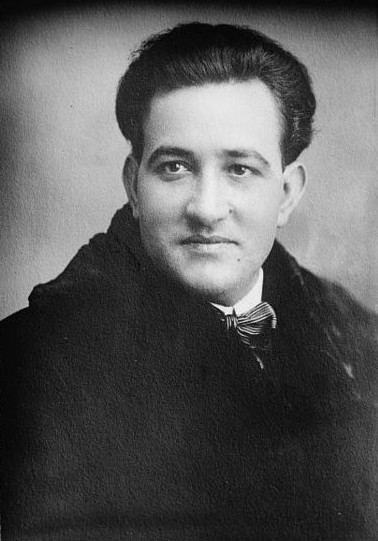
Miguel Fleta
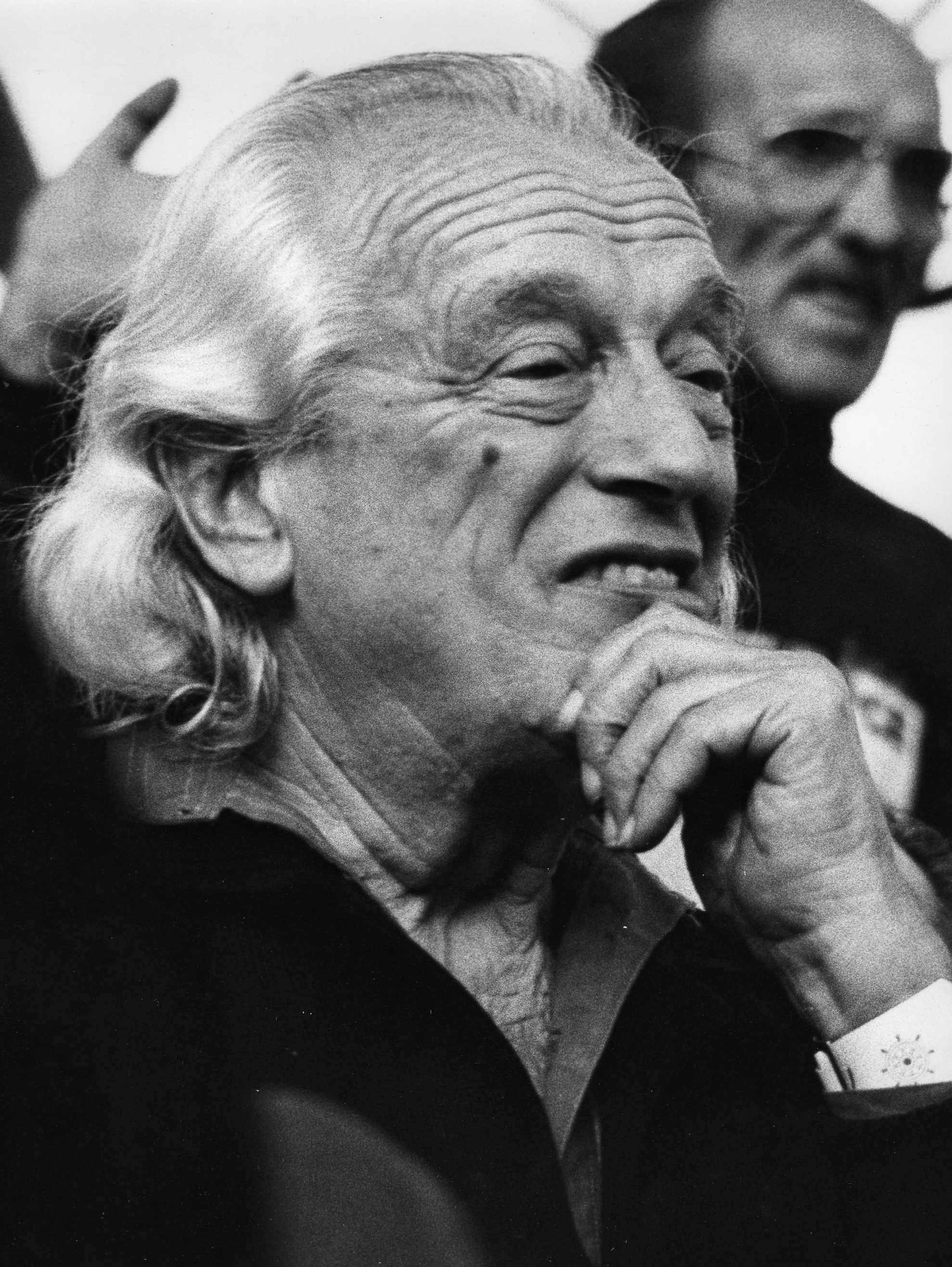
Rafael Alberti Merello
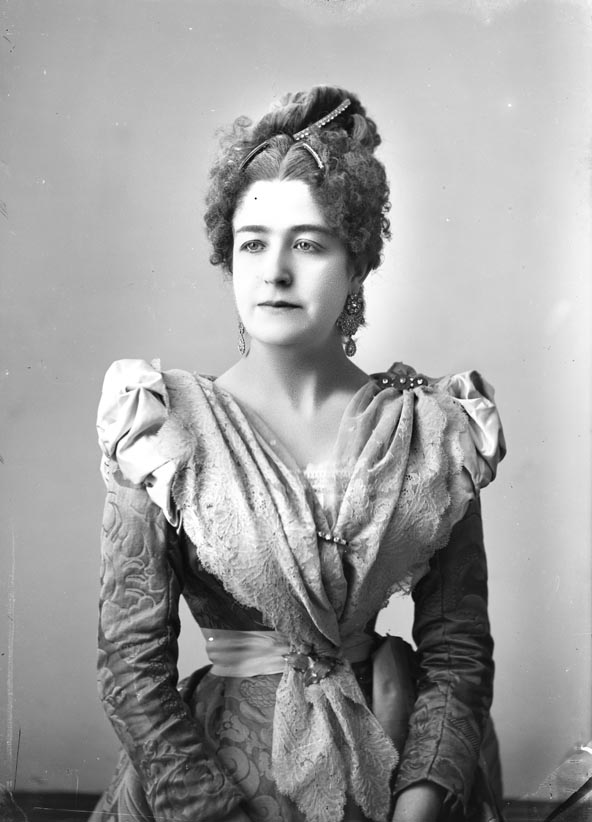
María Álvarez Tubau
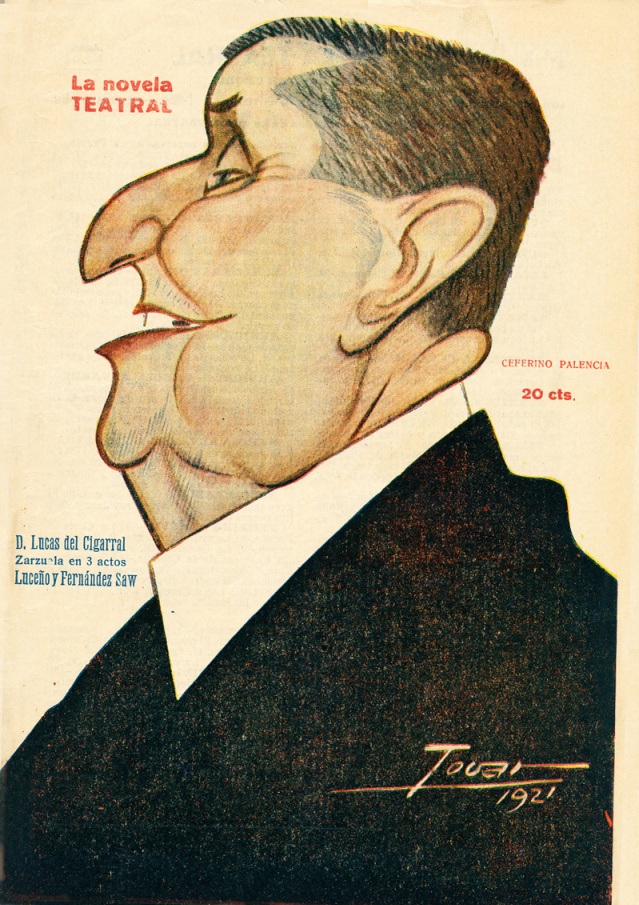
Ceferino Palencia y Álvarez
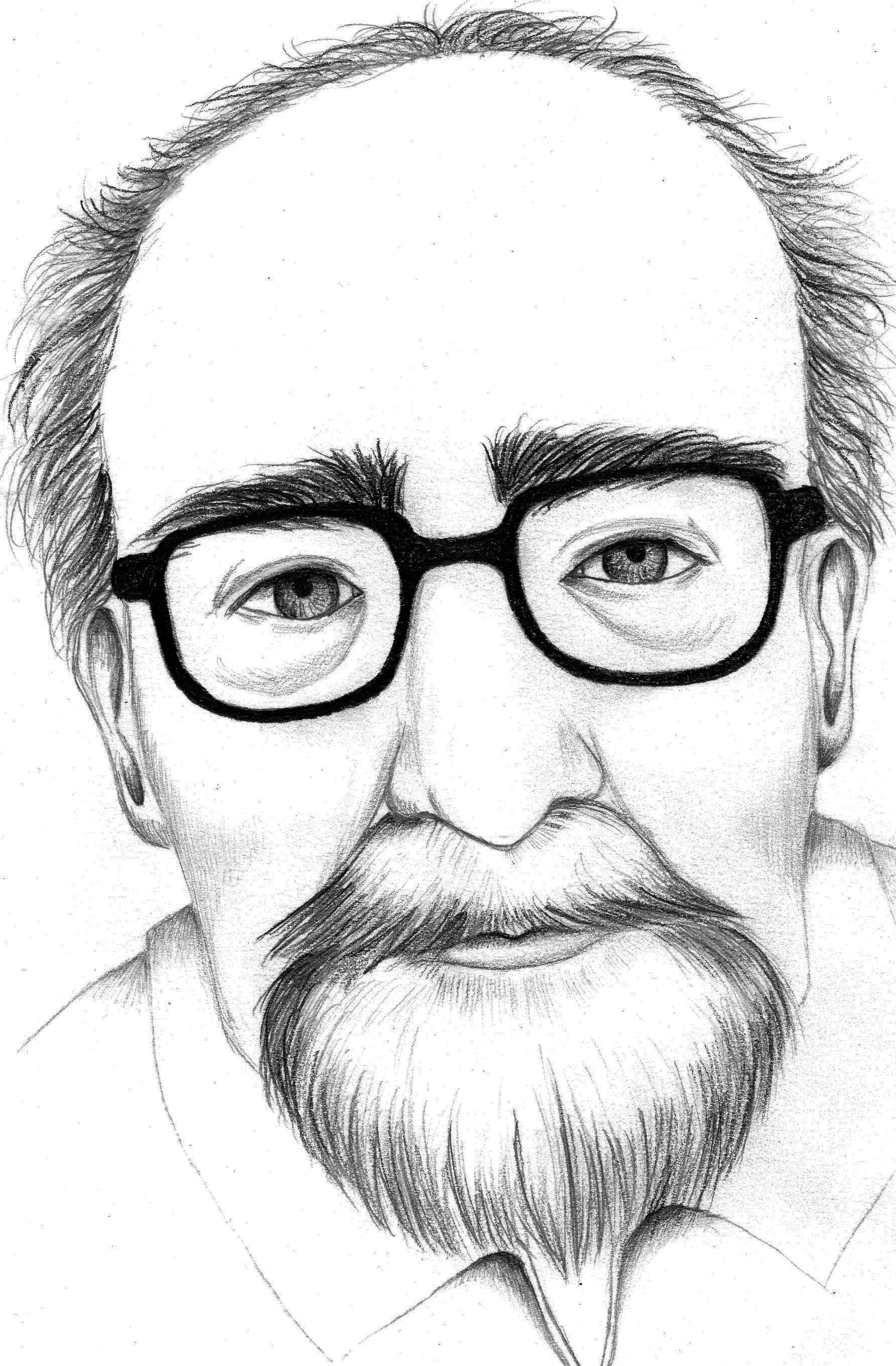
Ramón José Sender Garcés
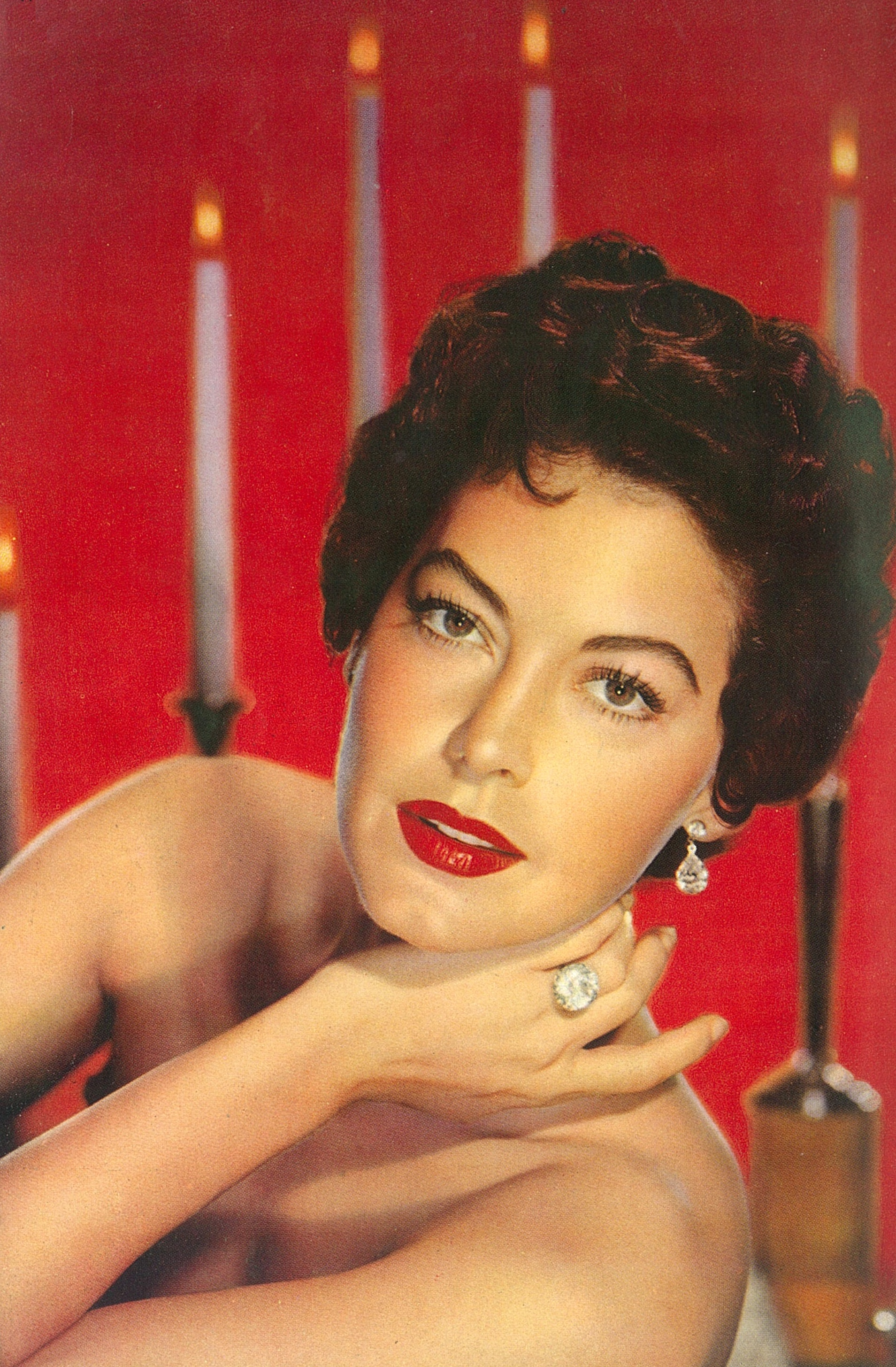
Ava Gardner
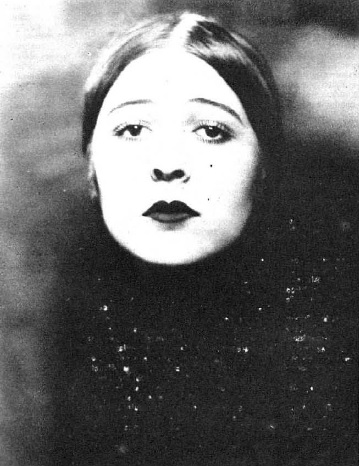
Concha Piquer
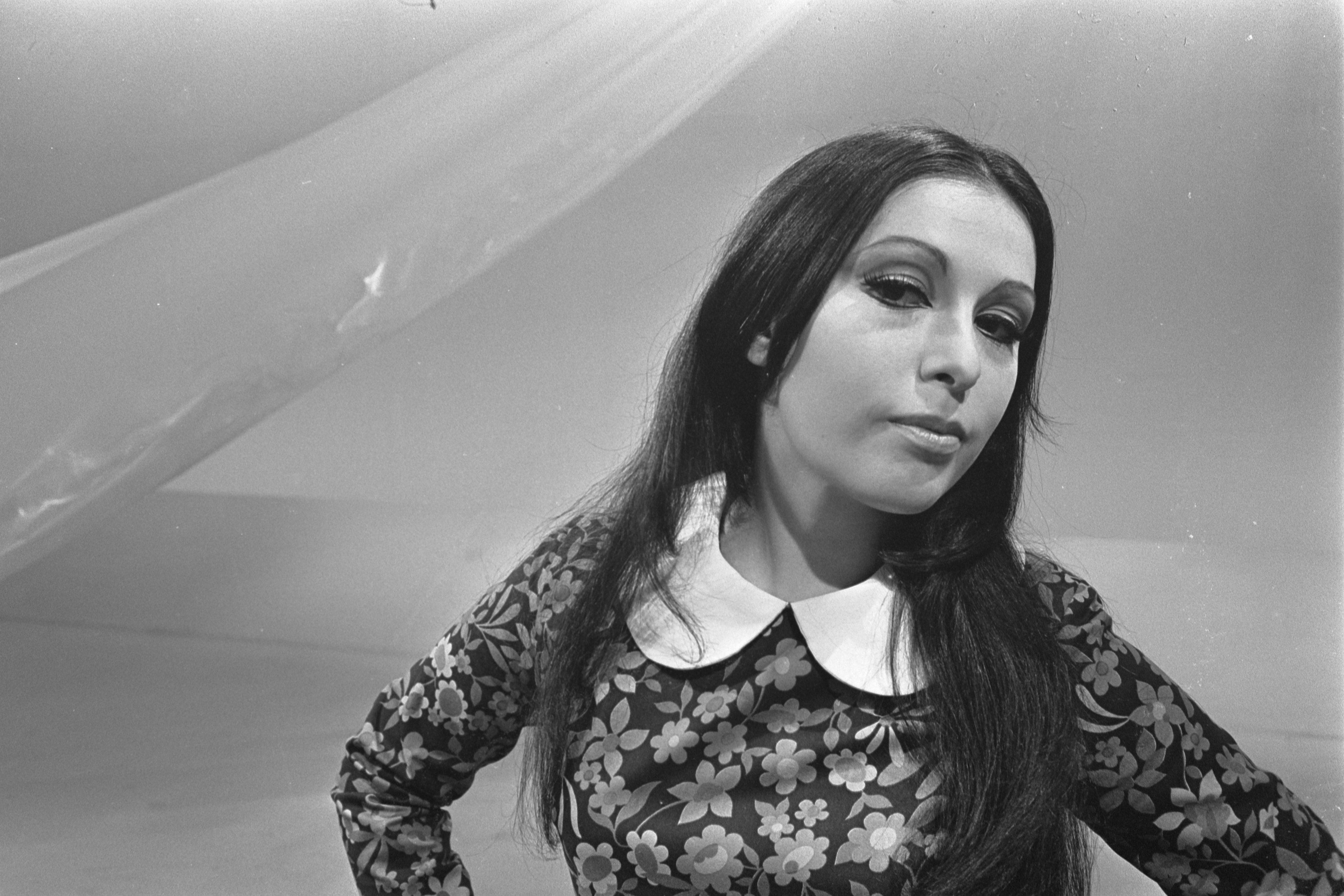
Massiel
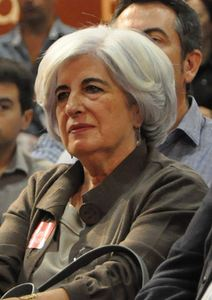
Francisca Sauquillo Pérez del Arco
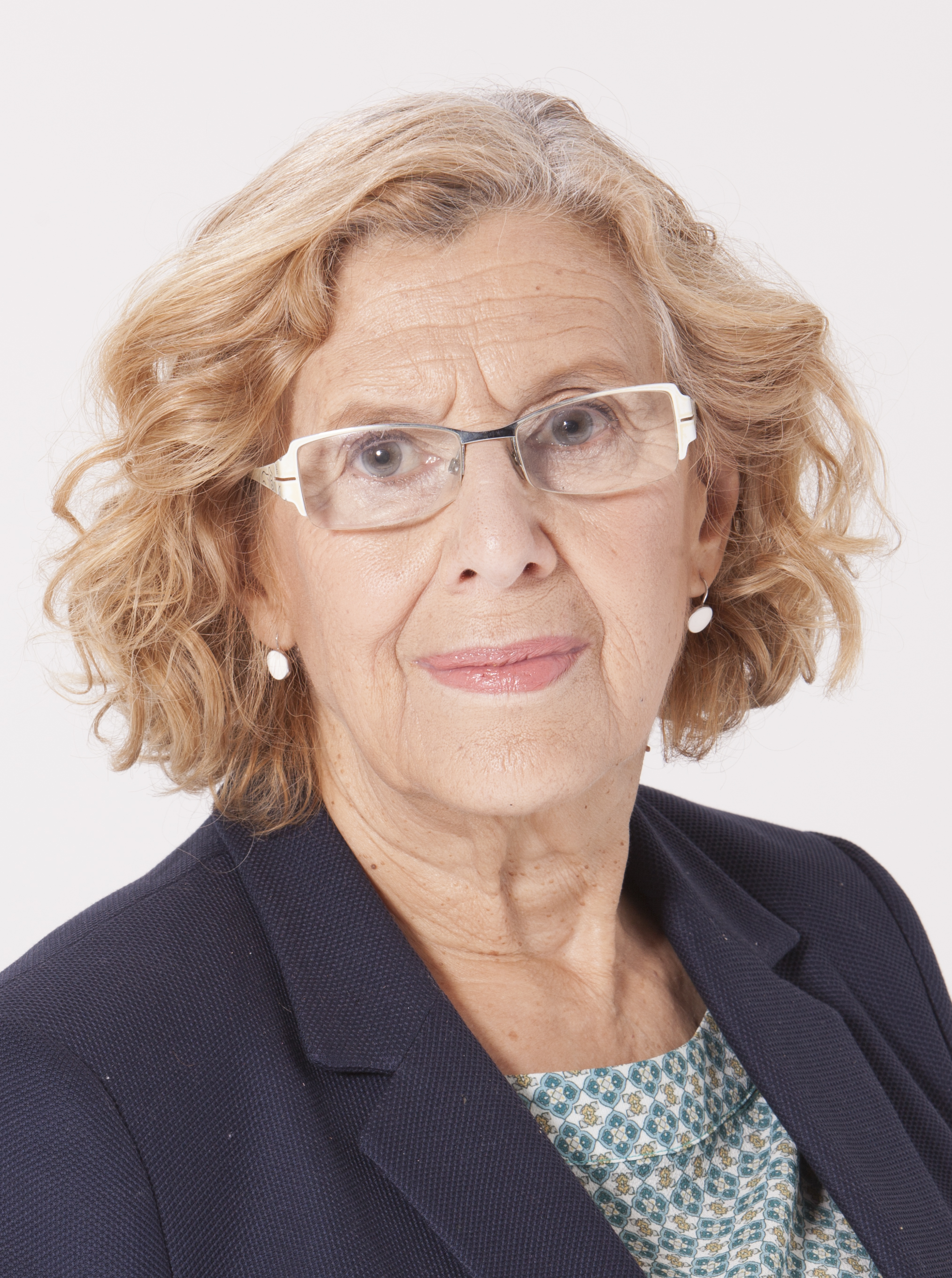
Manuela Carmena Castrillo
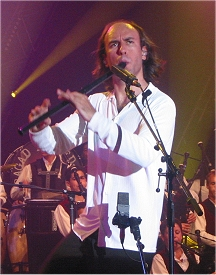
Carlos Núñez Muñoz

## Películas rodadas en San Rafael y sus entornos
- El Laberinto del Fauno

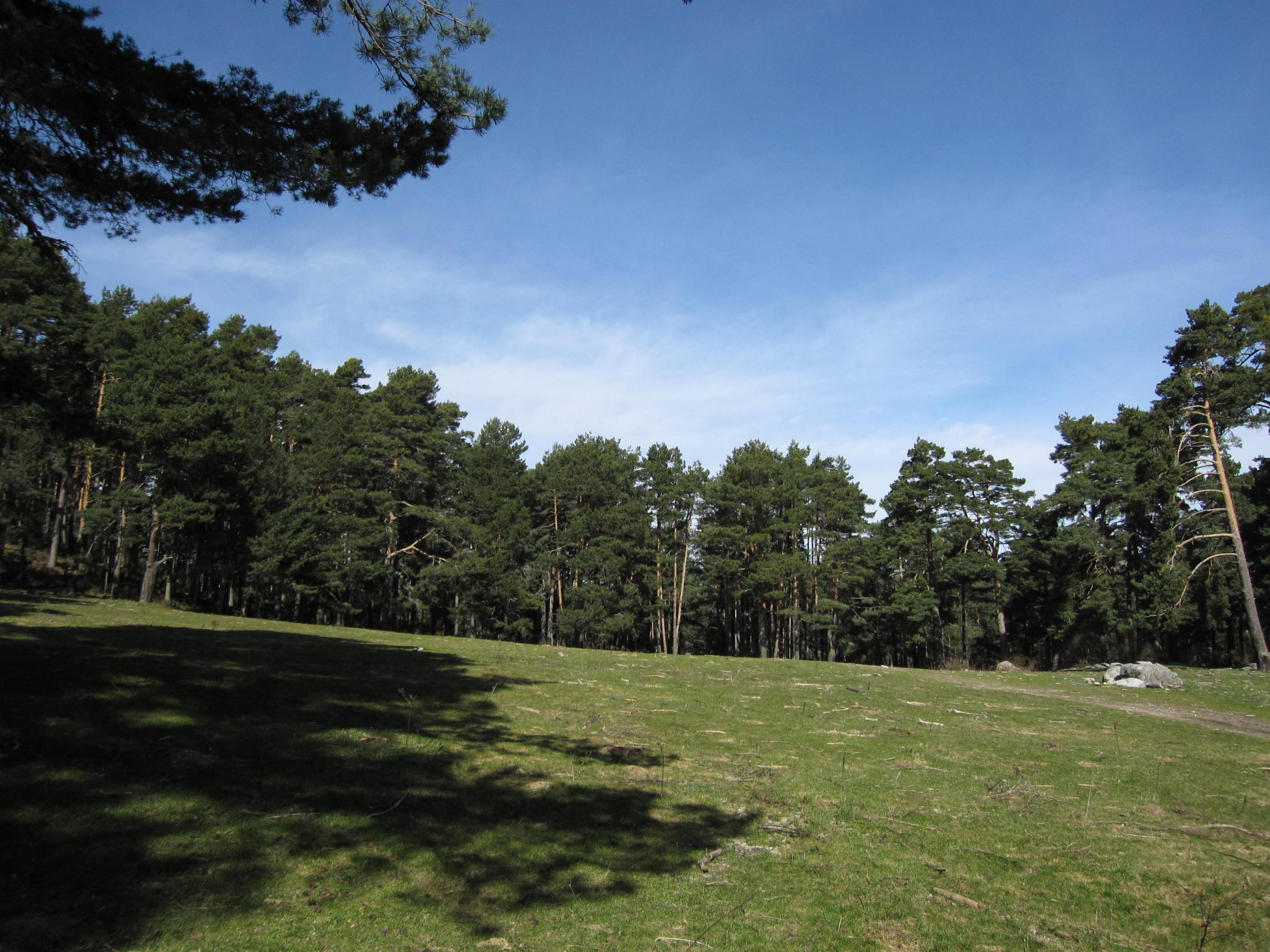
Pradera en San Rafael donde se rodó El laberinto del fauno.

Dicha película fue rodada entre julio y septiembre de 2005 en los frondosos pinares sanrafaeleños. Fue una coproducción hispano-mexicana de Guillermo del Toro, con un 78% de participación española y un 22% de participación mexicana. La película recibió varios premios cinematográficos.
- Pídele cuentas al Rey

Esta preciosa y cómica película de José Antonio Quirós tiene escenas grabadas en la localidad y su entorno en el transcurso de la marcha a pie que realiza el protagonista Fidel, un minero asturiano despedido por el cierre de las minas asturianas por su baja rentabilidad (interpretado por Antonio Resines), que se dirige desde Asturias hacia Madrid (pasando por San Rafael) para pedirle cuentas al Rey de por qué no se cumple la Constitución, en concreto el artículo que señala que todos los españoles tienen derecho a un trabajo digno.
- Marcelino pan y vino

En 1955, Ladislao Vajda situó una de las escenas más famosas de Marcelino, pan y vino en la ermita del Cristo del Caloco, en la cercana localidad de El Espinar.
- Los Futbolísimos

Película dirigida por Miguel Ángel Lamata, extrenada en 2018, presenta escenas rodadas en la estación de Gudillos, el paseo Rivera y el centro nacional de formación El Preventorio. 